# Rue du Temple
Ne doit pas être confondu avec Rue Vieille-du-Temple, Rue du Faubourg-du-Temple, Rue des Fontaines-du-Temple ou Boulevard du Temple.
Pour l’article homonyme, voir Rue du Temple (Lyon).
La rue du Temple est une des plus vieilles rues de Paris, située entre les 3e et 4e arrondissements, dans le quartier du Marais.

## Situation et accès

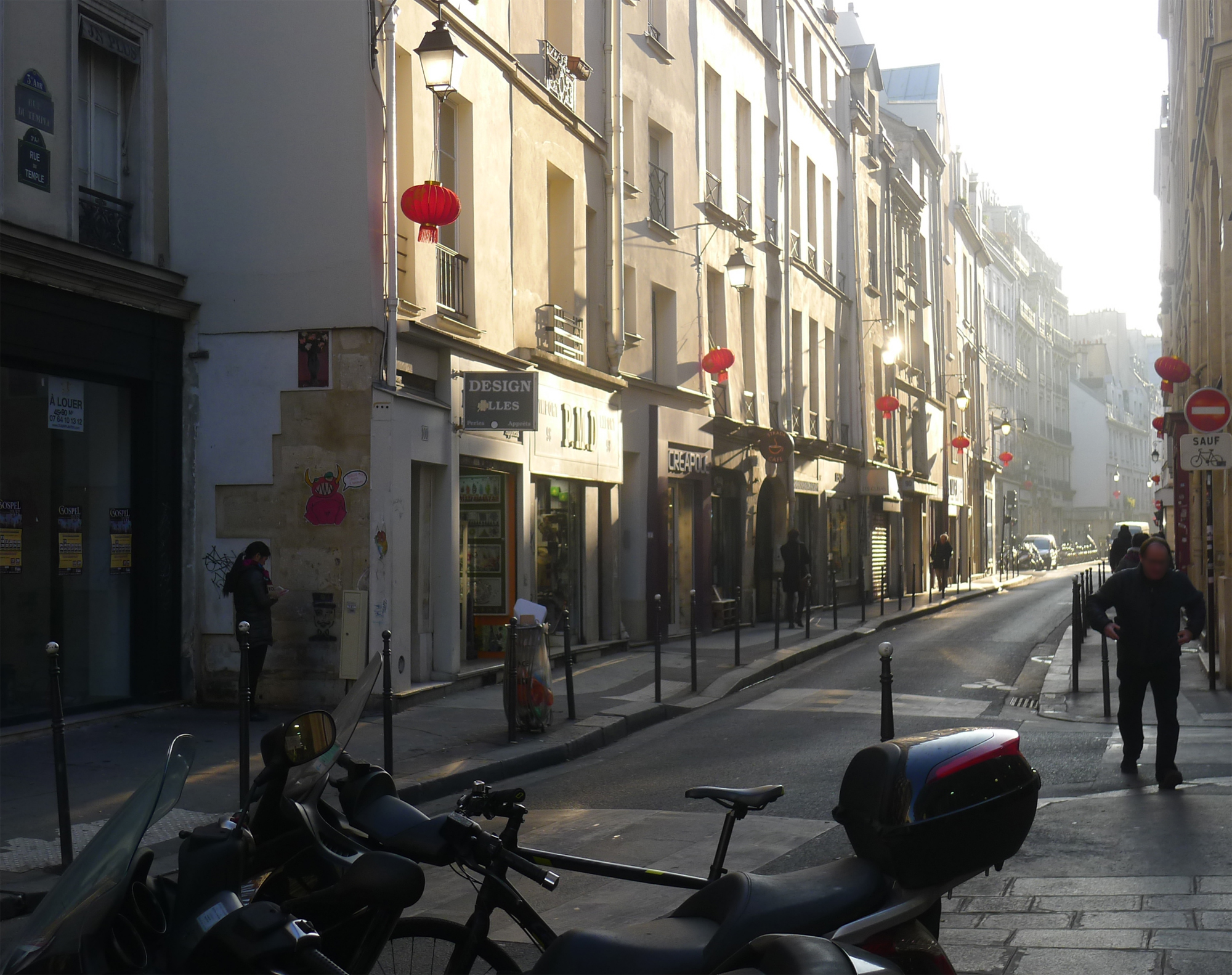
La rue du Temple décorée pour le Nouvel An chinois (janvier 2017).

Longue de 1 335 mètres la rue du Temple commence à son extrémité sud au no 64 de la rue de Rivoli et se termine à son extrémité nord au no 13 de la place de la République. Dans sa partie nord (3e arrondissement), la rue comprend de nombreux commerces chinois.
Ce site est desservi par les stations de métro Hôtel de Ville, République et Temple et Arts et métiers.

## Origine du nom
La rue du Temple doit son nom à l'ordre des Templiers, installé au milieu du XIIIe siècle dans ce quartier dit quartier du Temple encore de nos jours. Des vestiges de fortifications datant de Philippe Auguste sont préservés aux nos 69 et 71 de la rue.

## Historique

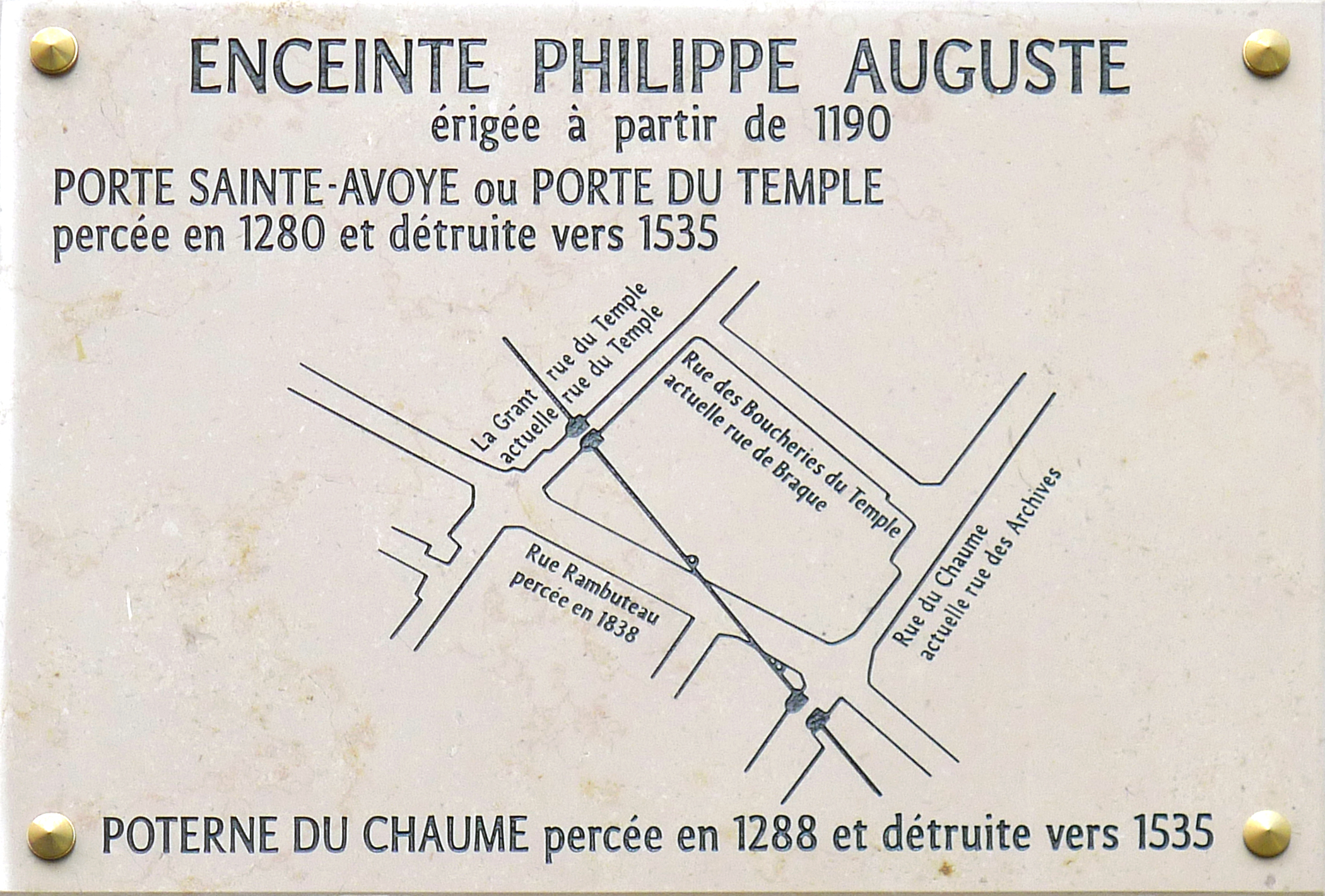
Le tracé de l'enceinte, entre la rue du Temple (porte du Temple) et la rue des Archives (porte du Chaume).

L'actuelle rue du Temple est formée par décret ministériel en date du 18 février 1851 de la réunion de :
- la rue du Temple, qui était située entre les rues Michel-le-Comte et des Vieilles-Haudriettes et les boulevards Saint-Martin et du Temple ;
- la rue Sainte-Avoie, qui était située entre les rues Neuve-Saint-Merri et Sainte-Croix-de-la-Bretonnerie et les rues Michel-le-Comte et des Vieilles-Haudriettes ;
- la rue Barre-du-Bec, qui était située entre la rue de la Verrerie et les rues Neuve-Saint-Merri et Sainte-Croix-de-la-Bretonnerie ;
- la rue des Coquilles, qui était située entre la rue de la Tixéranderie et la rue de la Verrerie.

La partie de la rue du Temple située entre la rue de Rivoli et la rue de la Verrerie porta tout d'abord le nom de « rue des Coquilles », puis elle devint au XIVe siècle la « ruelle Jean-Gentien » (trésorier du roi), puis « rue Jacques-Gentien ».
La partie comprise entre la rue de la Verrerie et la rue Saint-Merri sera nommée « rue Barre-du-Bec », puis « rue de l'Abbaye-du-Bec-Hellouin » vers le début du XIVe siècle.
La partie entre la rue Saint-Merri et la rue des Haudriettes s'est appelée « rue Sainte-Avoye » entre 1515 et 1851 ; madame de Sévigné y demeura avant de s'installer rue de Thorigny. À l'angle de ces rues était la marque de la juridiction des grands prieurs de l'ordre du Temple à savoir : l'échelle du Temple qui avait près de 16 mètres de haut. Cette échelle patibulaire (pilori) apparaît sur le plan de Truschet et Hoyau de 1550.

Elle est citée sous le nom de « rue Sainte Avoye » dans un manuscrit de 1636 dont le procès-verbal de visite, en date du 22 avril 1636, indique : « pleine de boues et d'immundices ».
Le passage Sainte-Avoye, entre la rue Sainte-Croix-de-la-Bretonnerie et la rue Michel-le-Comte, faisait partie de la « grande rue du Temple » puis de la « rue du Temple ».
La partie qui était autrefois entre la rue Michel-le-Comte et le boulevard du Temple, et qui va de nos jours de la rue Michel-le-Comte à la place de la République était au XIIIe siècle la rue de la Milice-du-Temple avant de devenir peu après la rue de la Chevalerie-du-Temple.

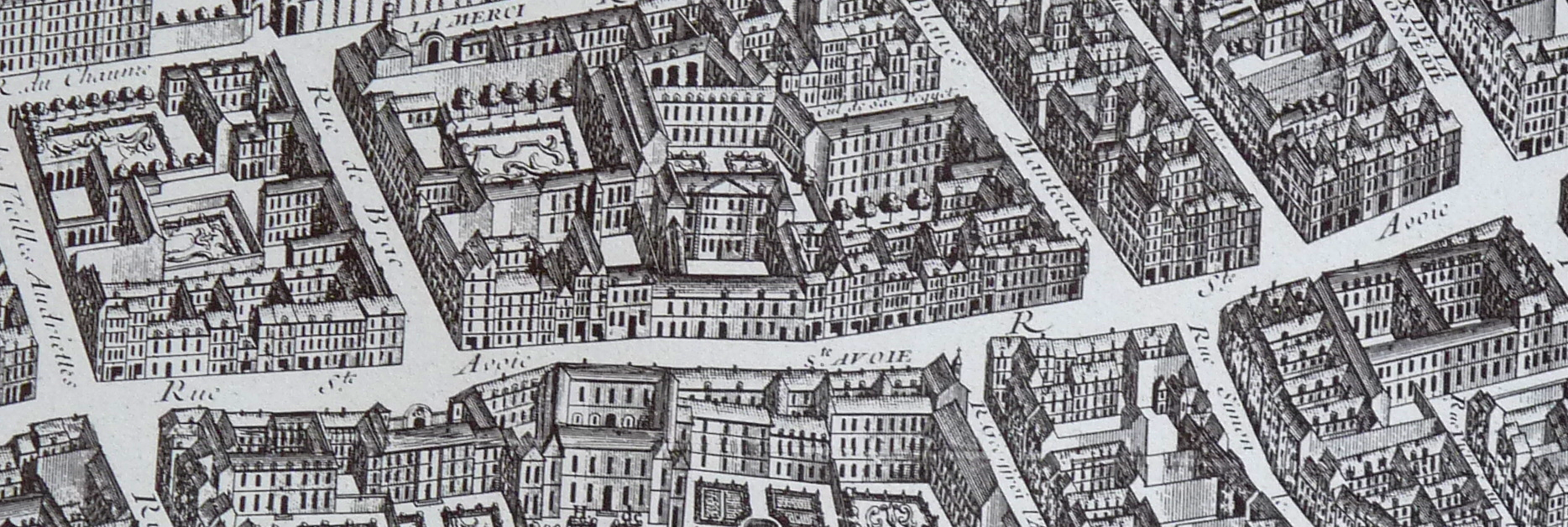
Rue Sainte-Avoie (ancien nom d'une partie de la rue du Temple) en 1739 (plan de Turgot, carte postale).
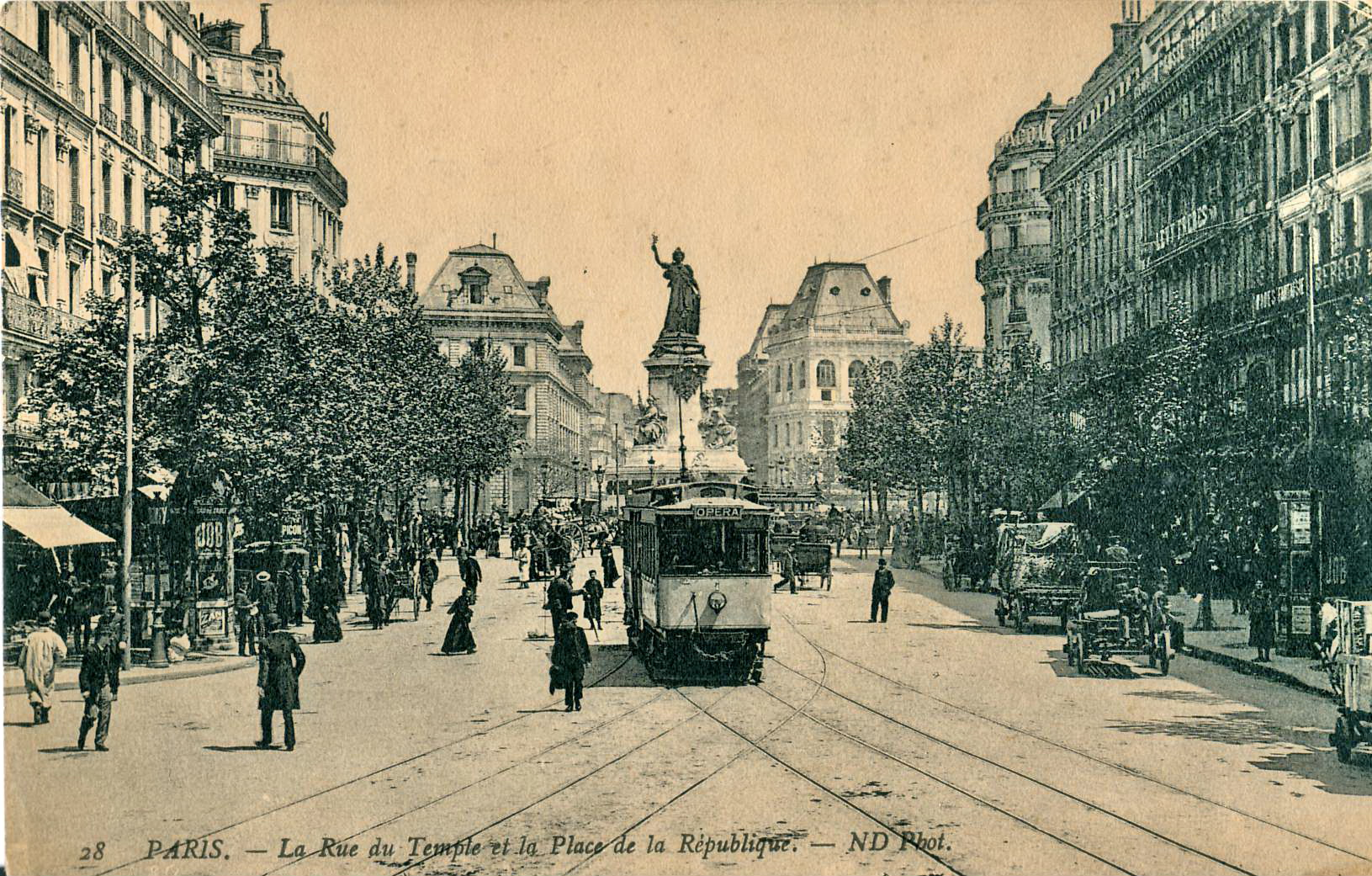
Le tramway pour l'Opéra dans la rue du Temple, au début du XXe siècle.

## Bâtiments remarquables et lieux de mémoire
Dans cette rue, Auguste-Jean-Marie Carbonneaux (1769-1843), possédait un atelier de fonderie d'art dès 1814.
- Nos 12 à 16 : la rue conserve la forme qu’elle avait au XIIIe siècle. L'ancien hôtel des abbés du Bec-Hellouin est situé aux nos 14-16[5].
- No 14 : immeuble construit en 1858 sur le terrain d’un ancien hôtel particulier. En 2023, un projet d’agrandissement du Bazar de l’Hôtel de Ville voisin prévoit sa démolition mais rencontre plusieurs avis défavorables, dont ceux de la Commission du Vieux Paris et du maire du 4e arrondissement, « pour des raisons à la fois patrimoniales, architecturales et aussi écologiques »[6].
- No 17 : emplacement d'une entrée de l'hôtel de Du Guesclin à la fin du XIVe siècle (inscription)[7].

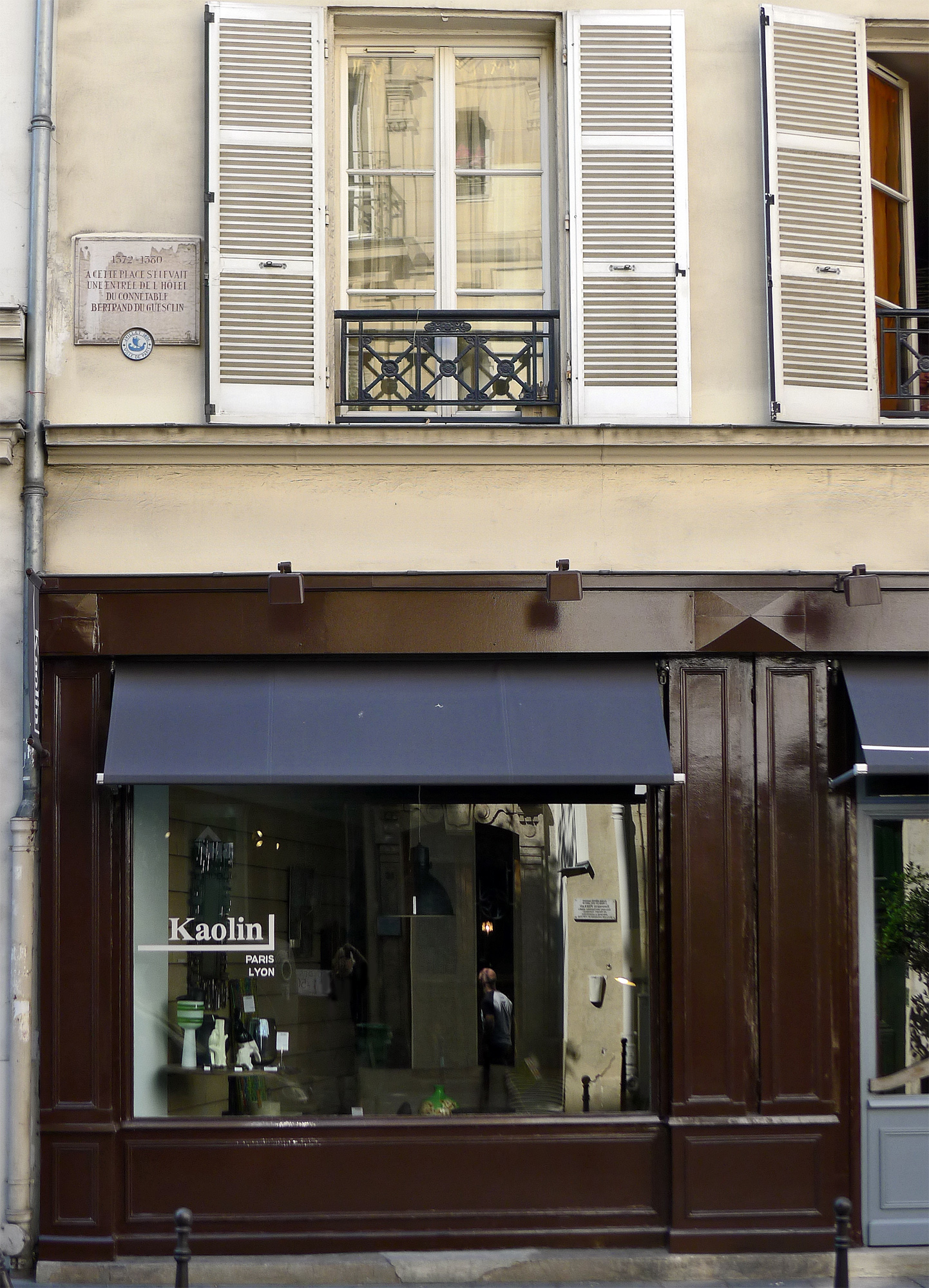
Immeuble au no 17 avec inscription.

- No 20 : emplacement, au XVIIe siècle, du bureau des Gabelles. Il est mentionné sur le plan de Gomboust (1652)[5].
- No 22 : ancien hôtel du marquis de la Maisonfort (1718) puis de Canet du Guy (1752)[7].

- Vue générale.
- La porte cloutée.

- No 24 : tourelle d'angle entre la rue du Temple et celle de Sainte-Croix-de-la-Bretonnerie, datant de 1610[8].

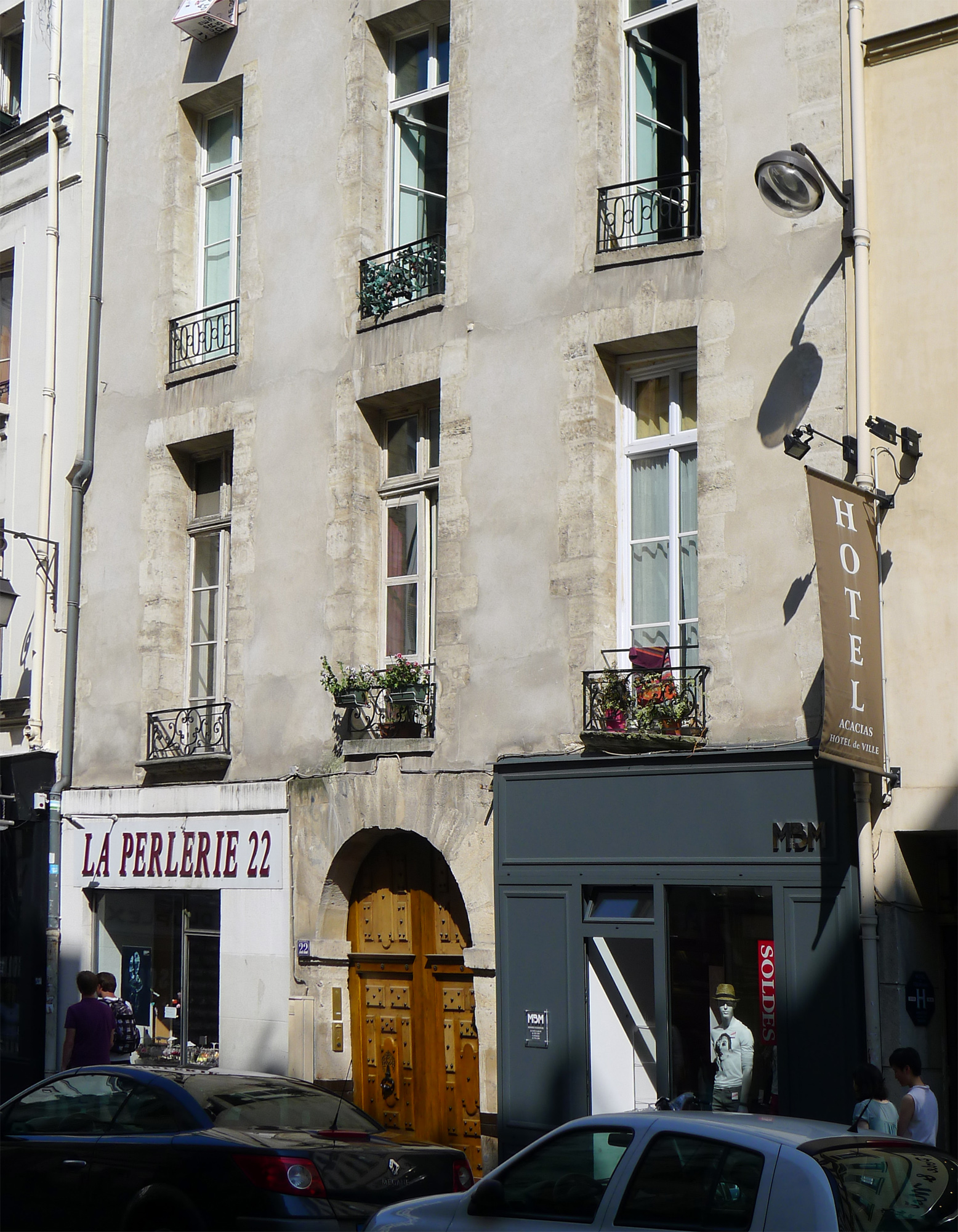
Vue générale.
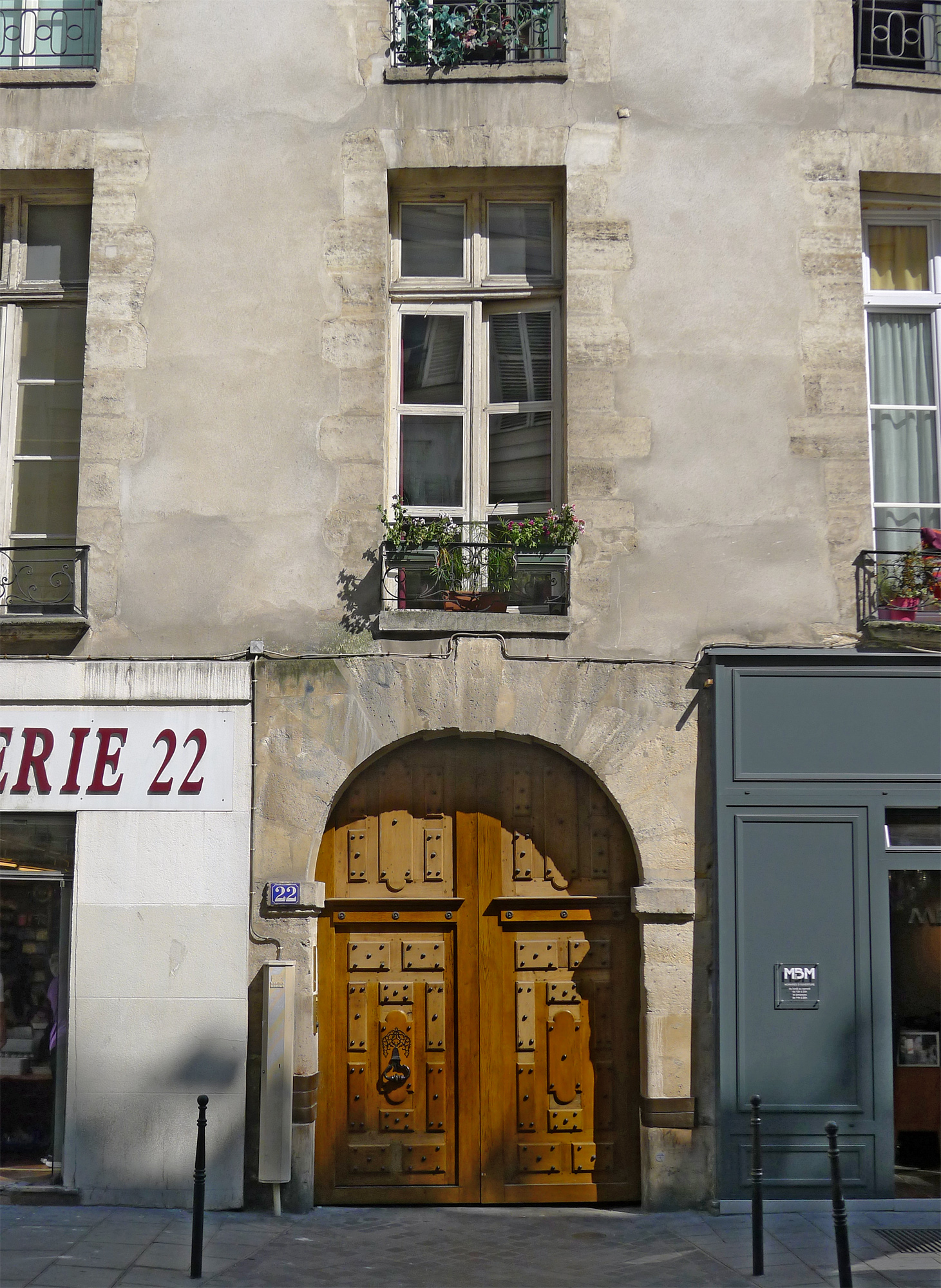
La porte cloutée.

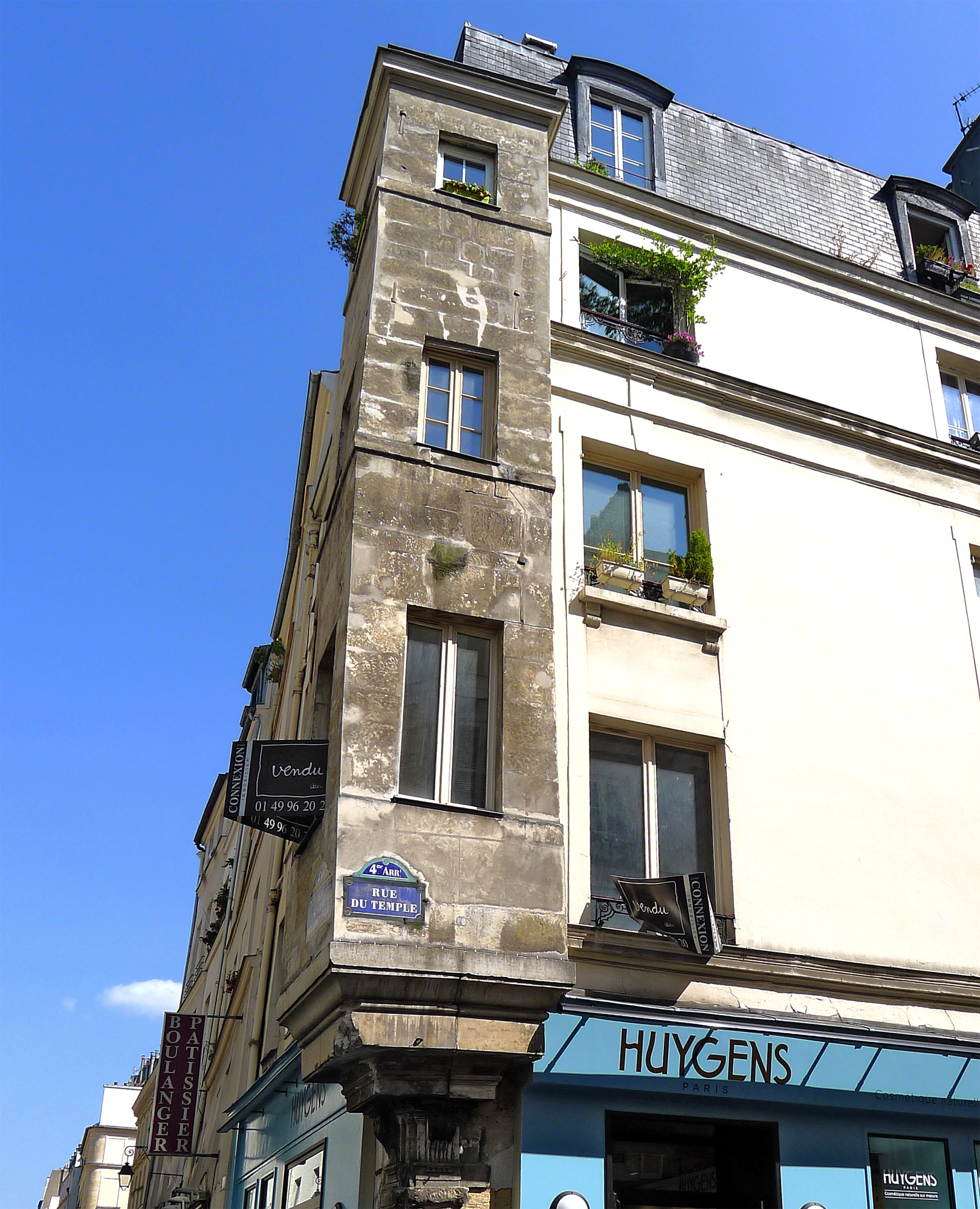
Vue générale.
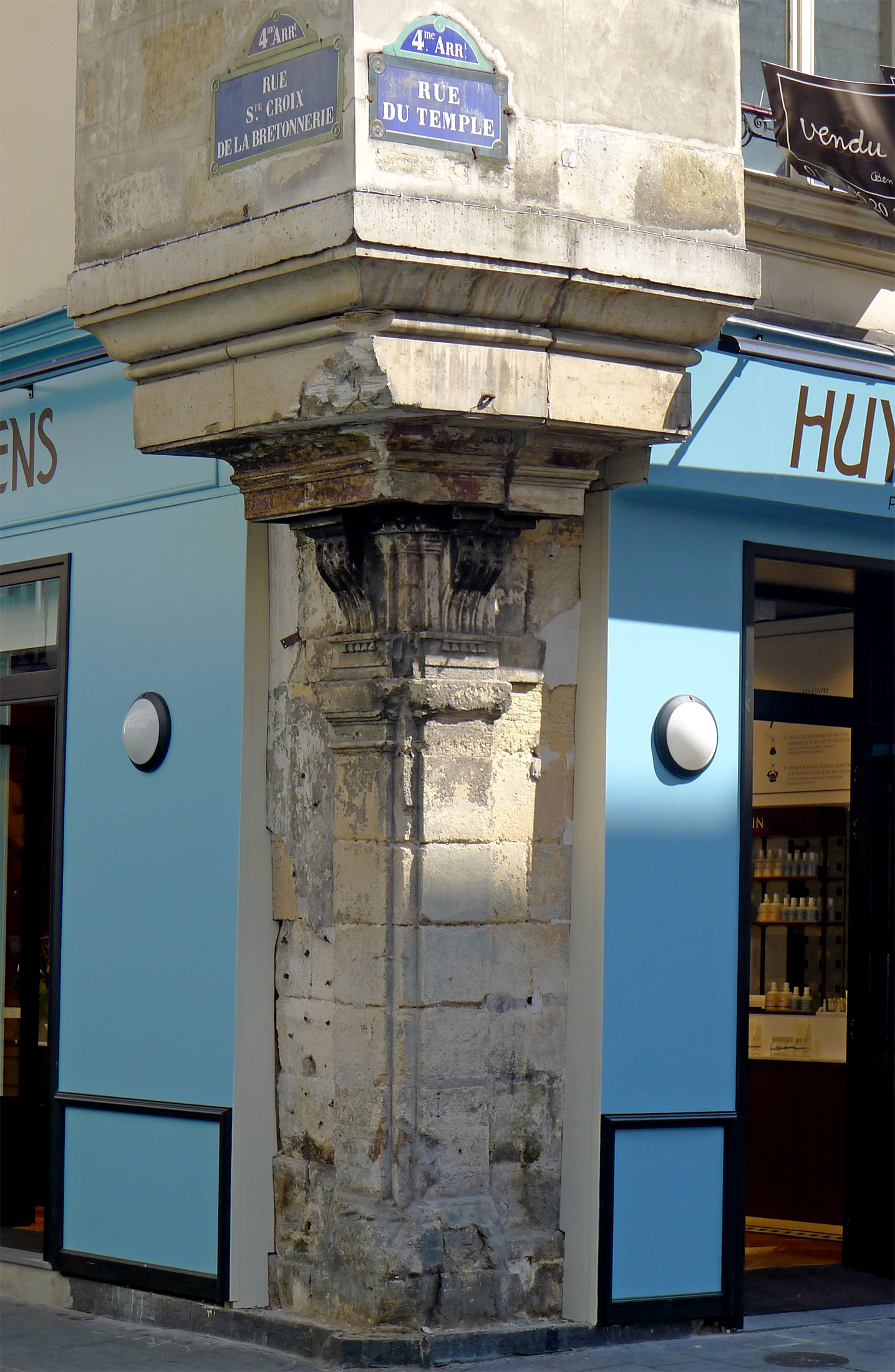
Base de la tourelle.
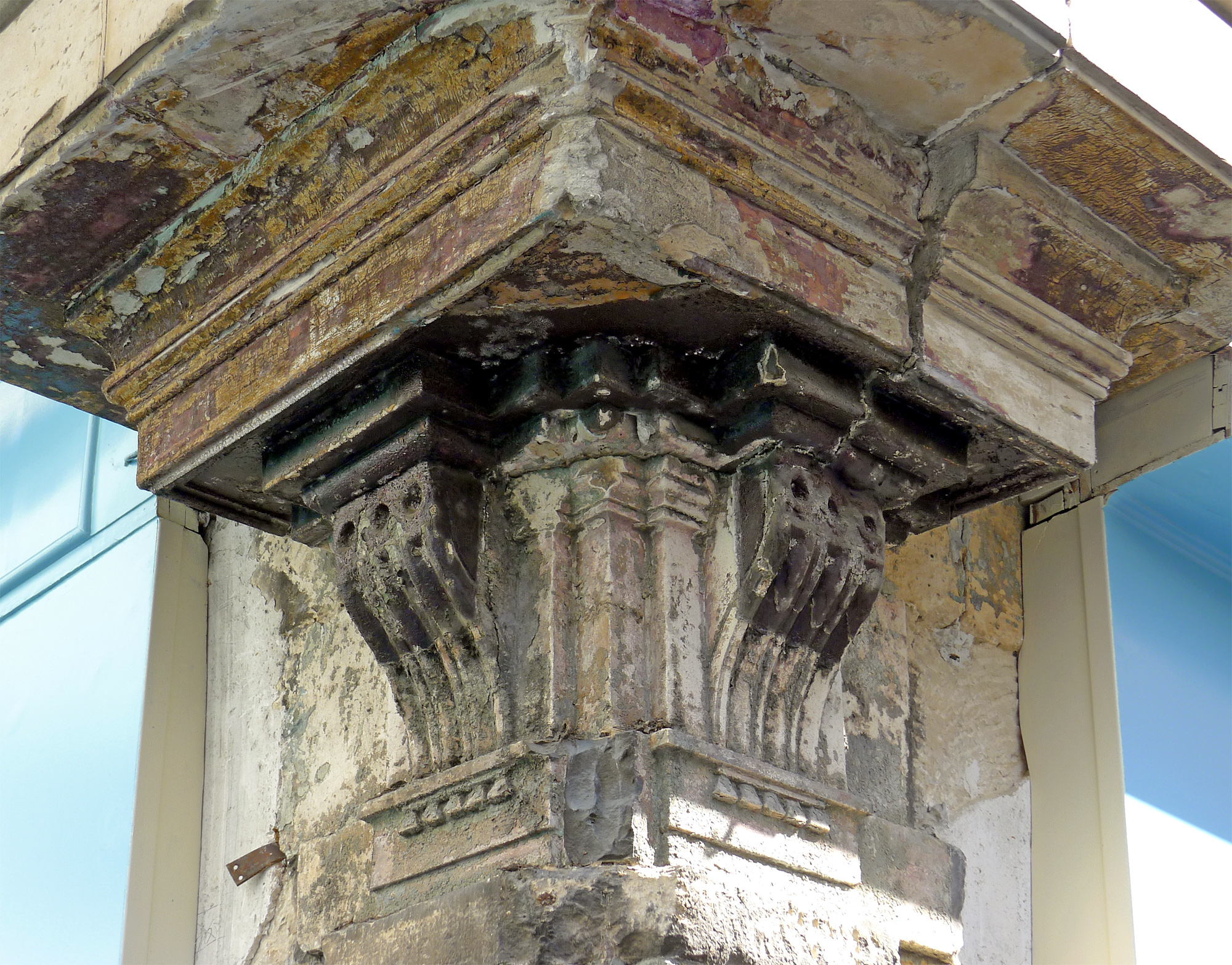
Détail.

- No 25 : à l'angle de la rue Saint-Merri, maison avec bas-relief (M.H.).

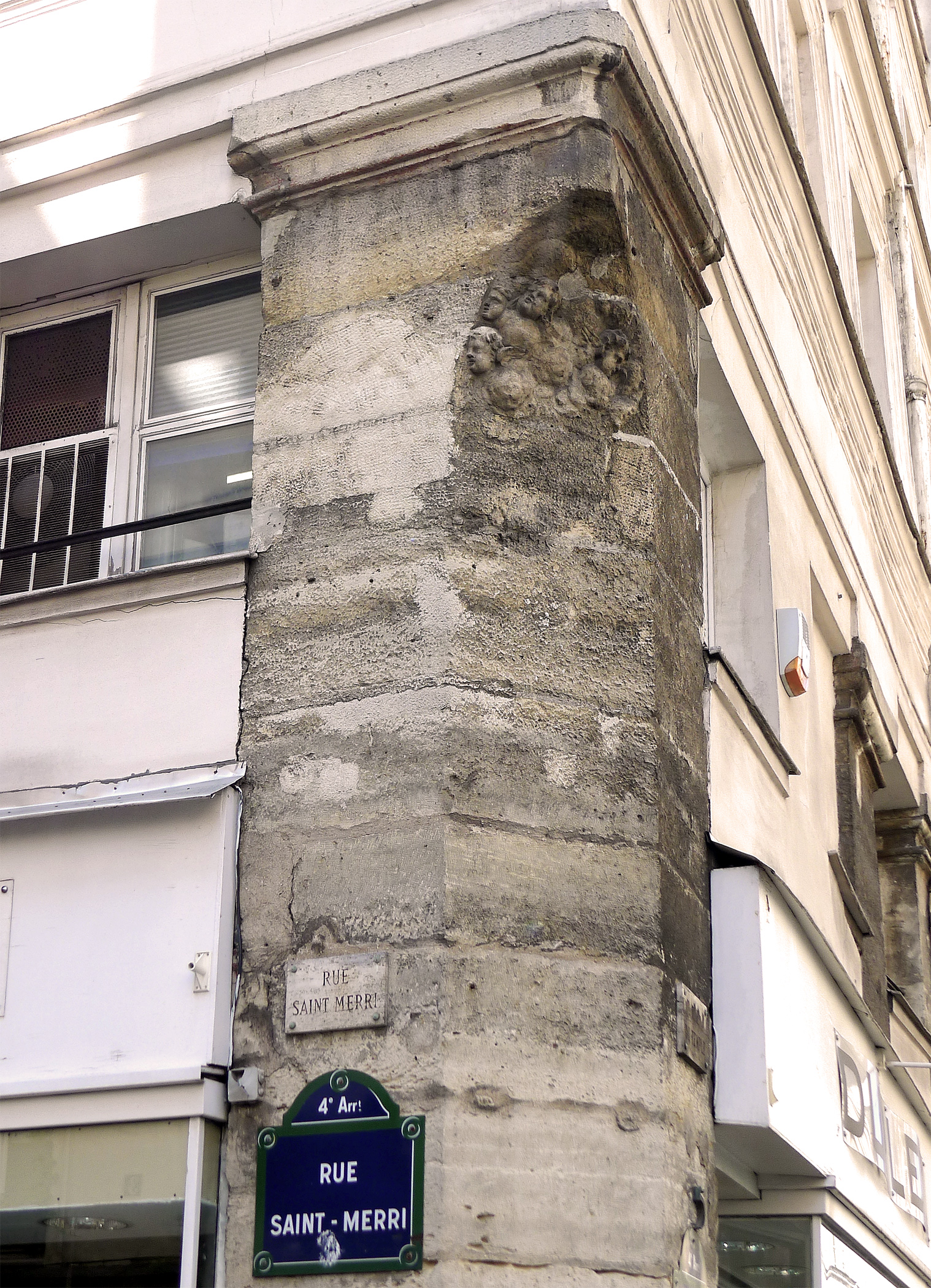
Angle de la maison.
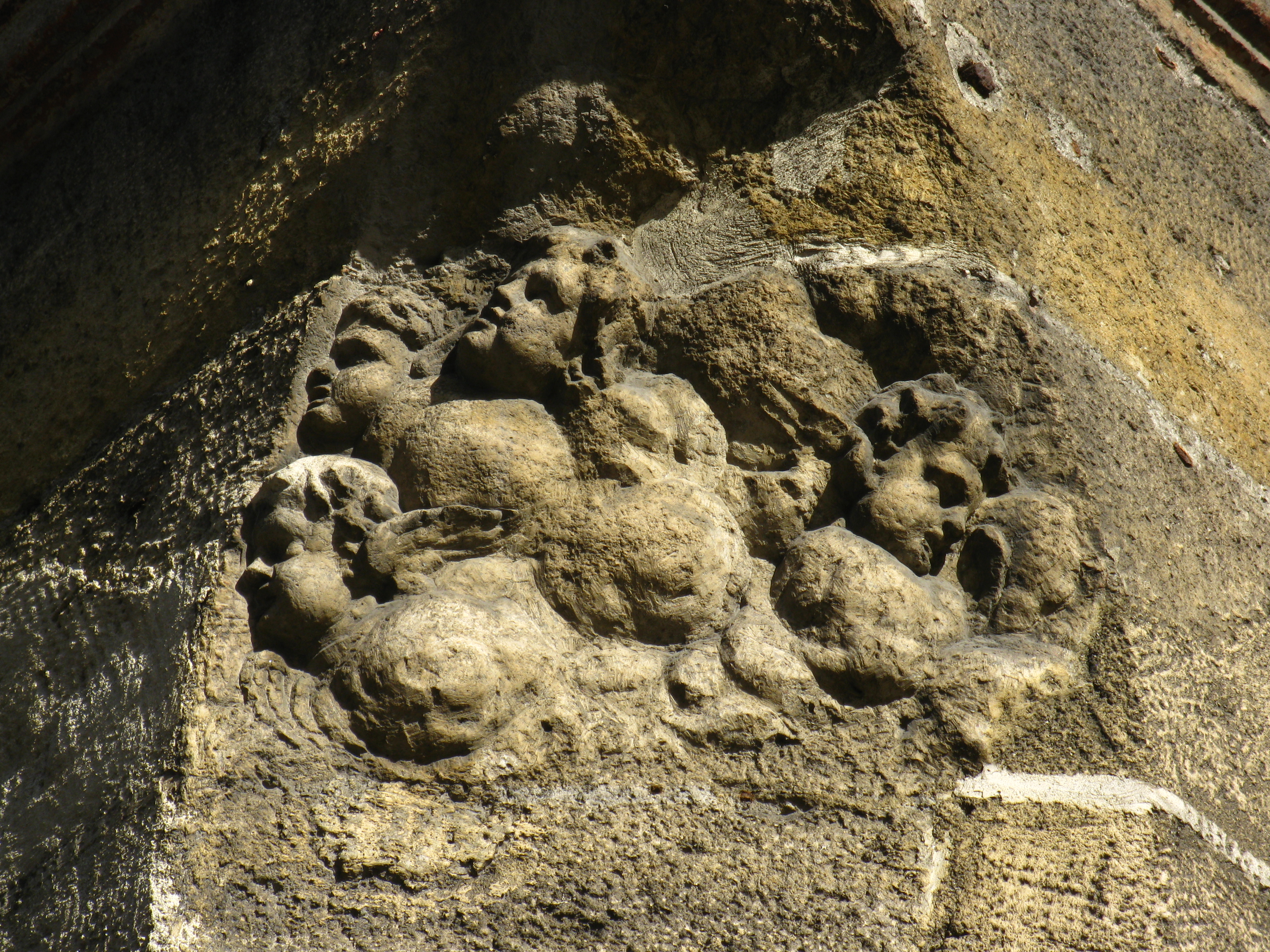
Détail du bas-relief.

- No 41 : l'ancienne auberge de l’Aigle d’Or était au XIXe siècle une tête de ligne de diligences. Un escalier Louis XIII est encore visible dans le passage[9]. Dans la belle cour aux façades classées, on trouve un café-théâtre, le Café de la Gare.
- No 43 : hôtel particulier du XVIe siècle aux façades classées. Mitoyen à l'ancienne auberge de l’Aigle d'Or. Il possède un majestueux escalier avec ferronnerie Henri IV et un sol pavé noir et blanc. On y trouve l'Association des jeunes Chinois de France (école de langues).
- No 44 : Coluche y habite[10]
- No 45 : Élisa Deroche y a habité[11]

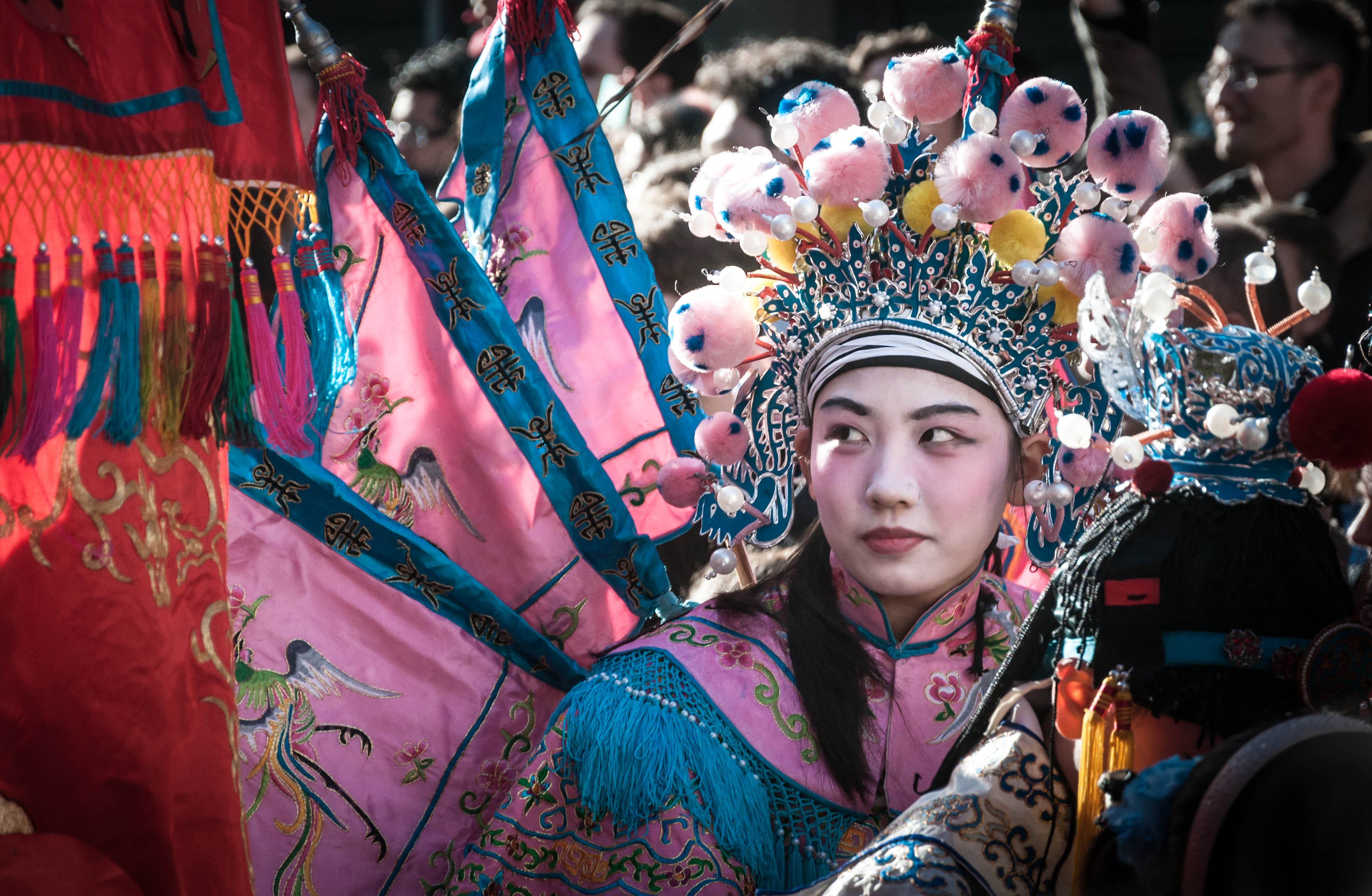
No 43, rue du Temple, Nouvel An chinois de l'Association des jeunes Chinois de France.

- No 54 : Charles-François Daubigny y a habité[11]
- No 55 : maison où est né Noël-Noël[11]
- No 57 : l'hôtel de Maximilien Titon (XVIe siècle), fournisseur des arsenaux, se trouve au fond de la cour. Ici résidait en 1830 François Fortuné Guyot de Fère (1791-1866), un des fondateurs de la Société libre des beaux-arts de Paris[12].
- Nos 60, 62-69,71 : emplacement de la porte du Temple de l'enceinte de Philippe Auguste au XIIIe siècle.
- Nos 61, 63 : emplacement de l'ancien couvent des Ursulines de Sainte-Avoye supprimé en 1790 qui s'étendait jusqu'à la rue Rambuteau dont le percement en 1838 a entrainé la destruction d'une partie de ses bâtiments. La maison du numéro 61 à l'angle de la rue Geoffroy l'Angevin est un bâtiment ancien datant probablement en partie du XVIIe siècle de l'ancien couvent, remanié vers 1800 par ses acquéreurs. L'immeuble voisin à l'angle de la rue Rambuteau date de l'ouverture de la rue Rambuteau au milieu du XIXe siècle.

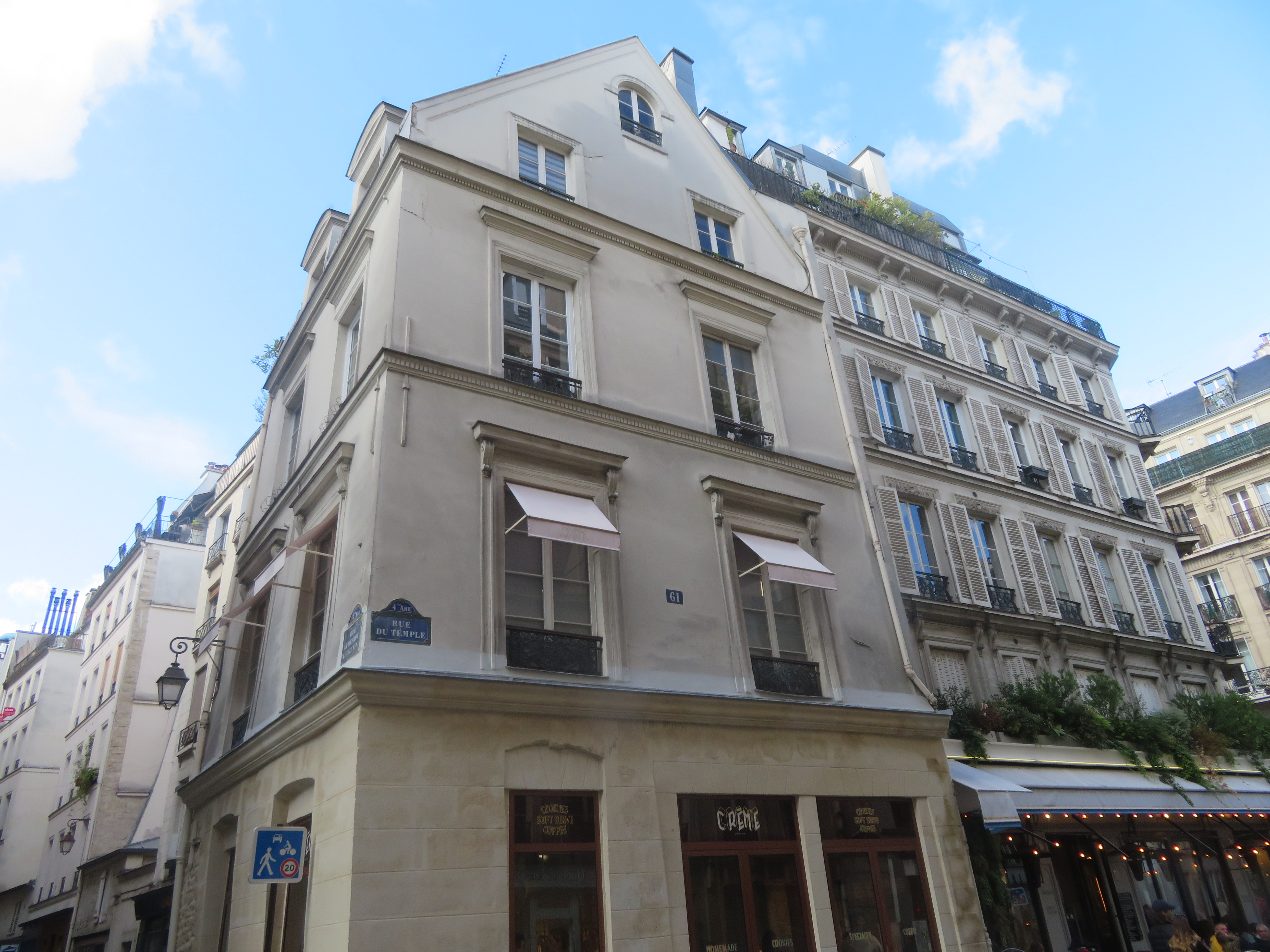
61, 63 rue du Temple

- No 62 : passage Sainte-Avoie. À l'emplacement de l'hôtel Neuf-de-Montmorency, le passage Sainte-Avoye fut ouvert en 1828[9] ; en 1838, lors du percement de la rue Rambuteau, cet hôtel disparut complètement. Le connétable Anne de Montmorency y mourut en 1567. L'hôtel deviendra la propriété de Mesmes et celle d'Antoinette de Mesmes (?-1709), épouse de Louis Victor de Rochechouart de Mortemart (1636-1688) duc et duchesse de Vivonne, qui y demeurent en 1676[13]. En mai 1716, le banquier John Law y installe sa première banque.

Ce passage suit le tracé de l'enceinte de Philippe Auguste qui sortait dans la rue du Temple actuelle entre les nos 60 et 62. Si aucune trace de l'enceinte n'est actuellement visible, on constate toutefois que ces deux numéros ne sont pas dans le même alignement.

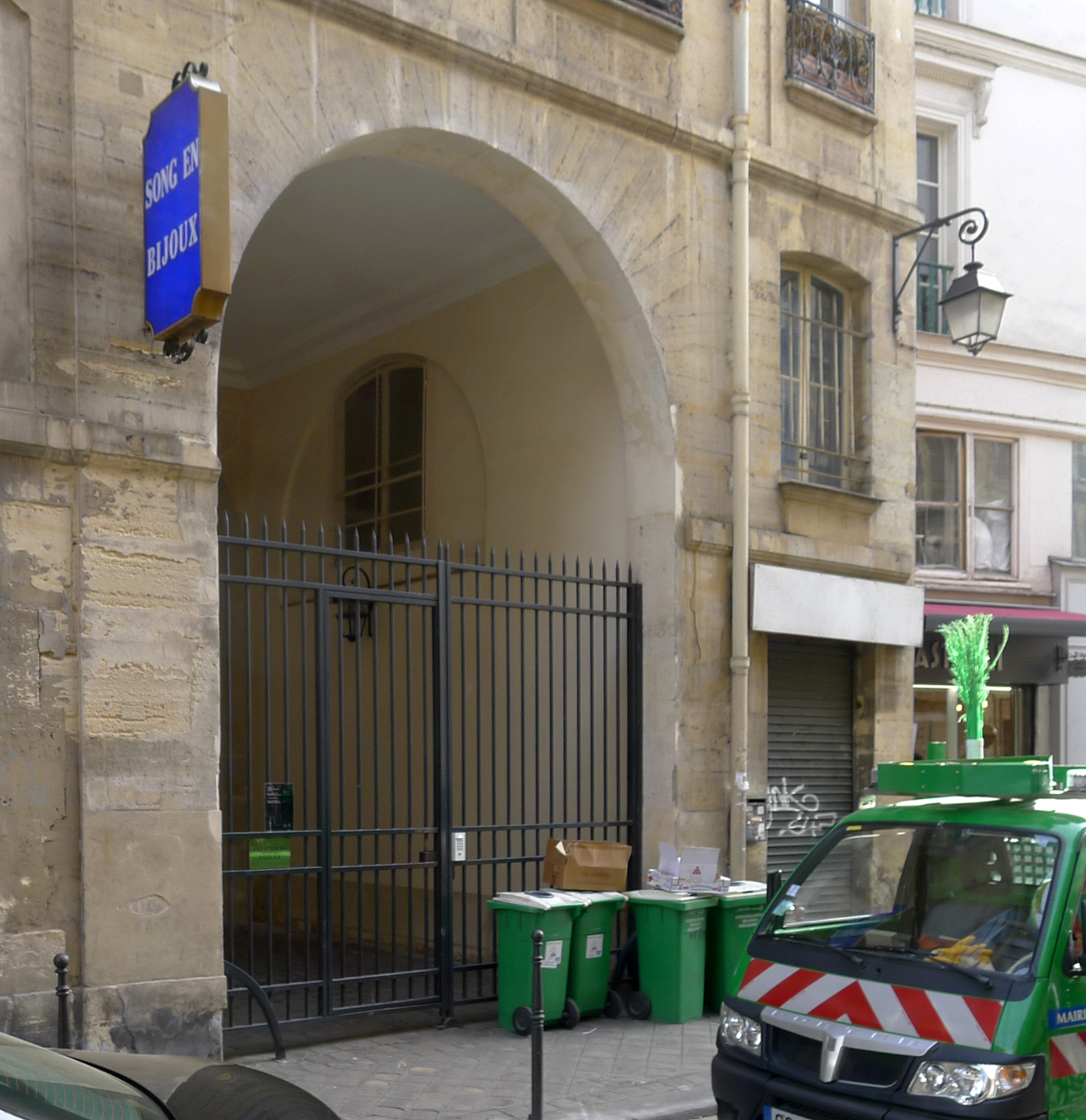
Entrée du passage.

- No 66 : ancienne maison.
- No 67 : maison de rapport d'époque Louis XVI qui appartenait au couvent des Ursulines de Sante-Avoye[15].

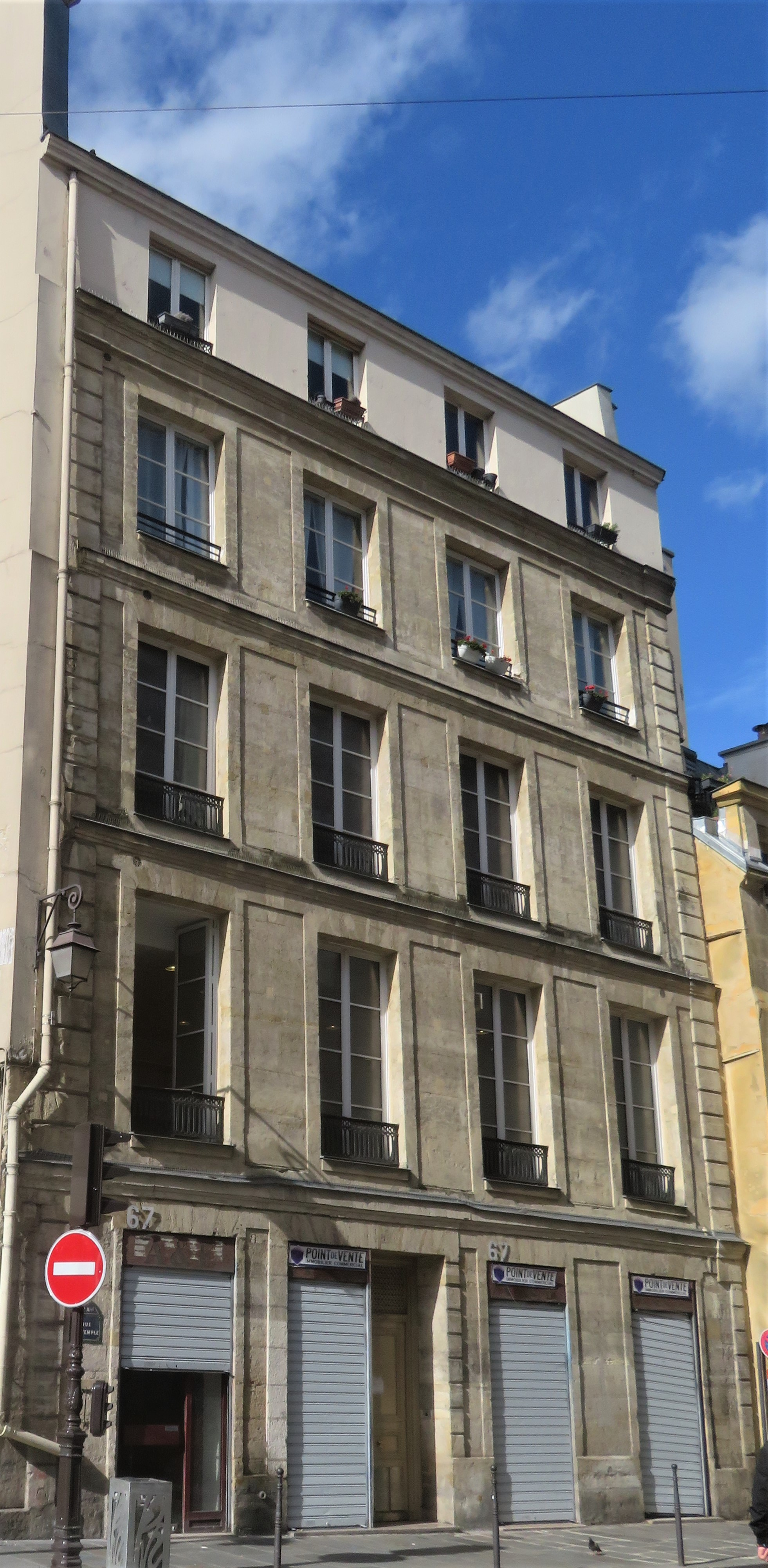
67 rue du Temple

- No 69 : maison des Ursulines de Sainte-Avoye. Cette maison construite en 1522 propriété de l'abbaye Saint-Pierre de Lagny  qui la cède en 1649 au couvent des Ursulines de Sainte-Avoye situé à côté. La façade d'origine de 1522 a été modifiée au cours des siècles. L'arcade en anse de panier de droite ainsi que l'encadrement des grandes fenêtres des deux étages aux deux extrémités et les ouvertures étroites aux deux étages à droite sont les seuls vestiges de la maison du XVIe siècle[16].

Ces deux maisons des numéros 67 et 69 ont échappé aux destructions du couvent lors du percement de la rue Rambuteau en 1838.

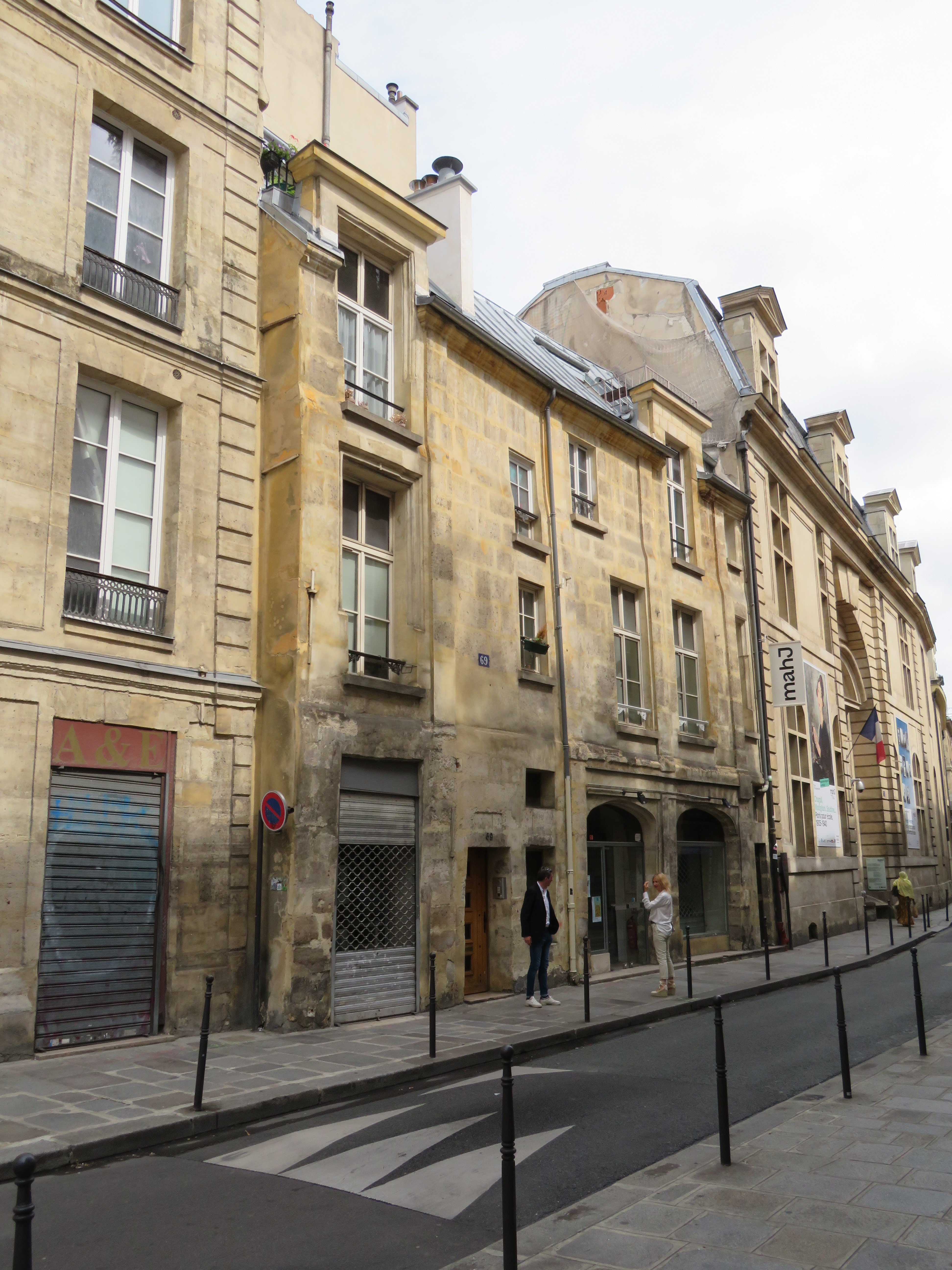
Maison des Ursulines de Sainte-Avoye

- No 70 : à l'angle de la rue de Braque, se trouve l’hôtel de Testars, situé à l’emplacement des anciennes Boucheries des Templiers.

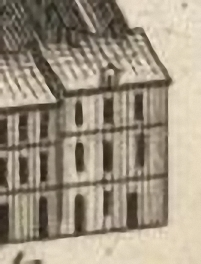
L'hôtel de Testars, 14, rue de Braque, en 1739.

- No 71 : l’hôtel de Saint-Aignan, construit de 1645 à 1650, par Pierre Le Muet pour Claude de Mesmes (1595-1650), comte d'Avaux, responsable des Finances en 1641. En 1680, il devient la propriété du duc de Saint-Aignan. Paul de Beauvilliers, qui eut la charge de l'éducation des duc de Bourgogne, du duc d'Anjou et du duc de Berry avec Fénelon, le fait remanier en 1691 par Jacques Lepas du Buisson. Devenu bien national, il fut de 1800 à 1823 la mairie de l'ancien 7e arrondissement. Robert Fernier y a habité[11]Il abrite, depuis 1998, le musée d'Art et d'Histoire du judaïsme. Sa porte est classée ainsi que les façades sur cour[18].

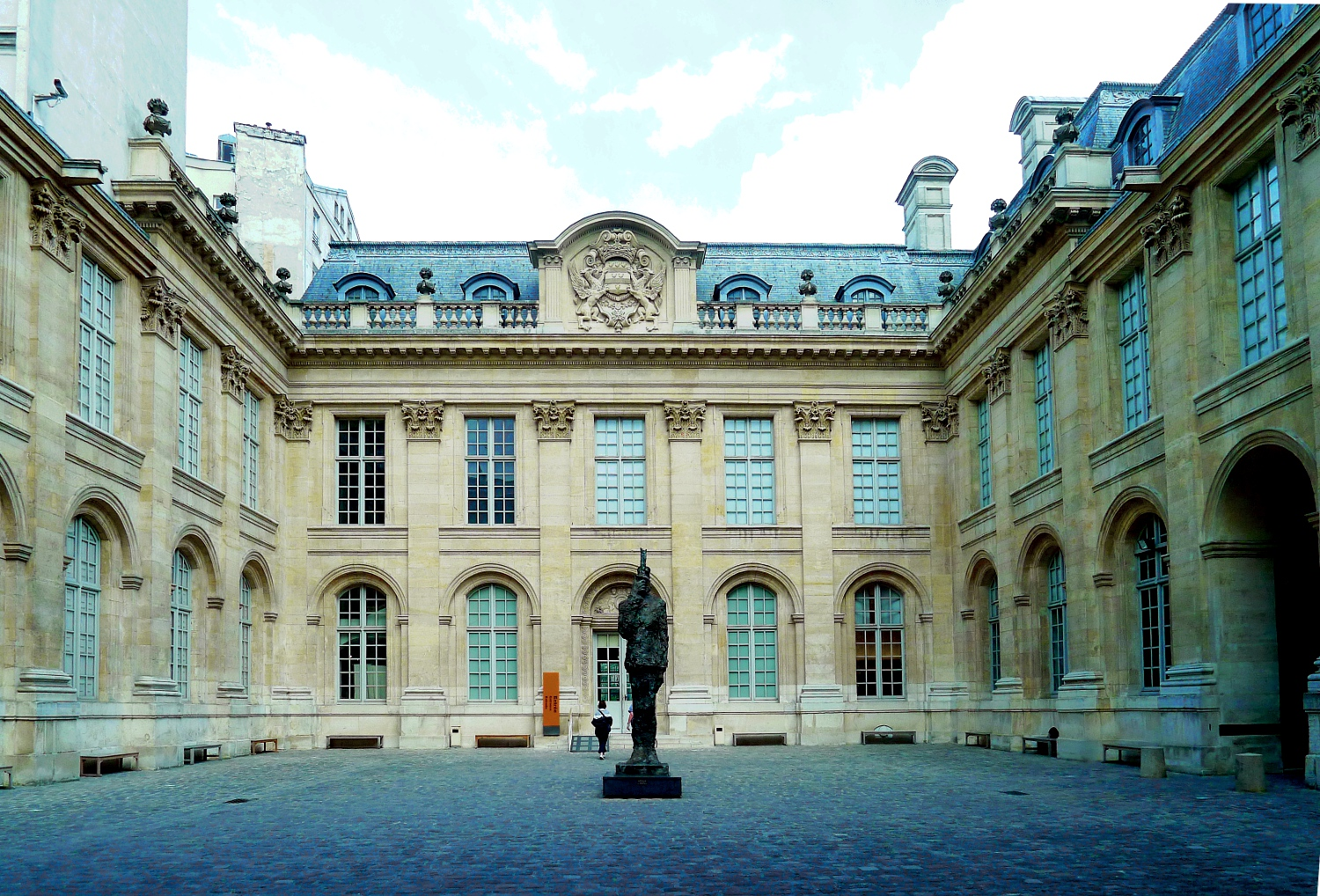
Façades sur cour du musée d'Art et d'Histoire du judaïsme.

- No 72 : emplacement de l'hostellerie de Sainte-Avoye, dont on peut encore voir l'enseigne au-dessus de la porte.
- Nos 73 et 75 : anciennes maisons.
- No 77 : Hôtel de Vic (ancien) dit aussi Bouchotte vers 1600 avec fenêtre, fronton demi-circulaire, écussons au second étage. Maison du XVIIe siècle partiellement classé : façade et toiture sur rue : inscription au monuments historiques par arrêté du 15 octobre 1974[19]

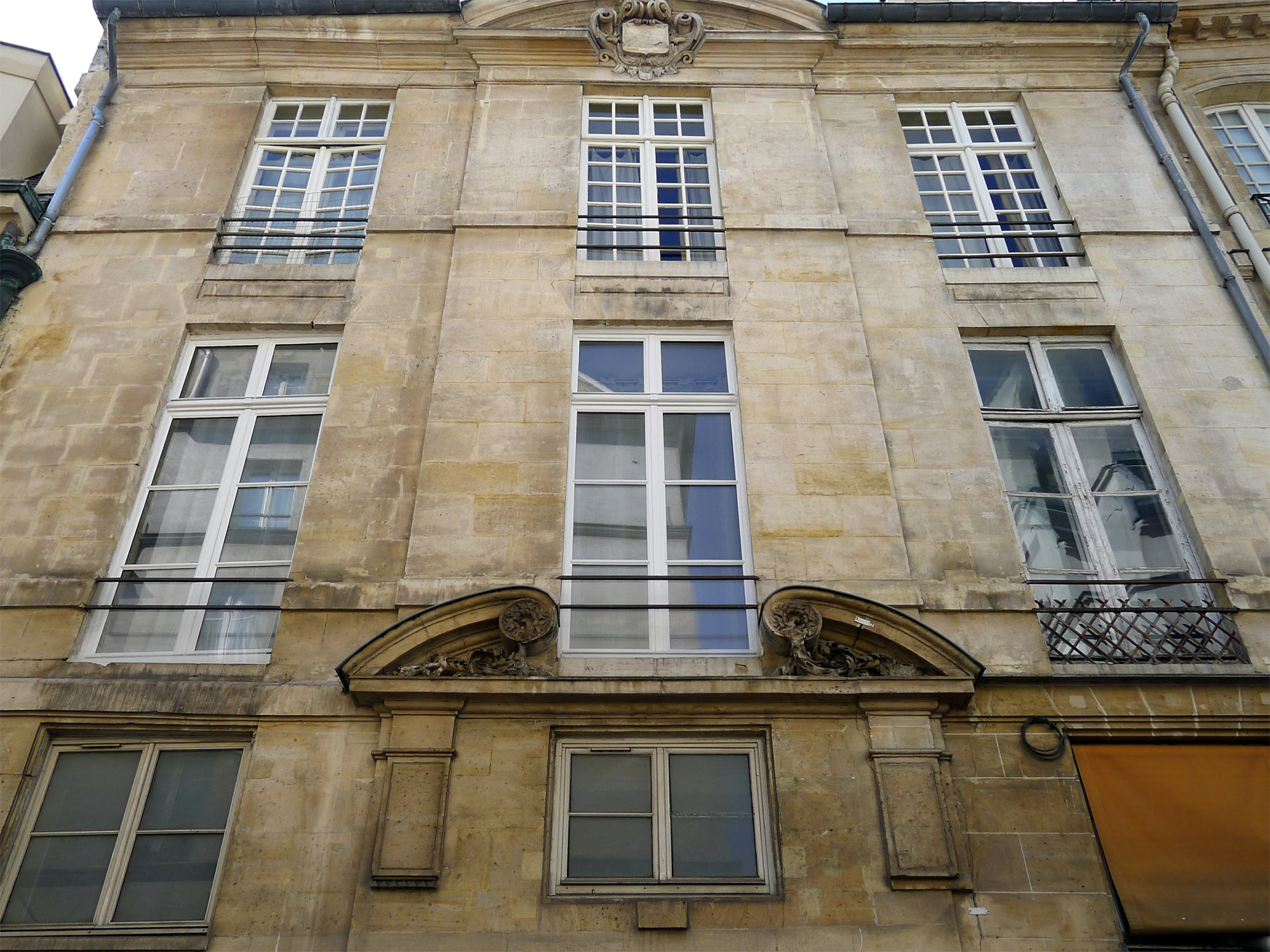
No 77, façade côté rue.
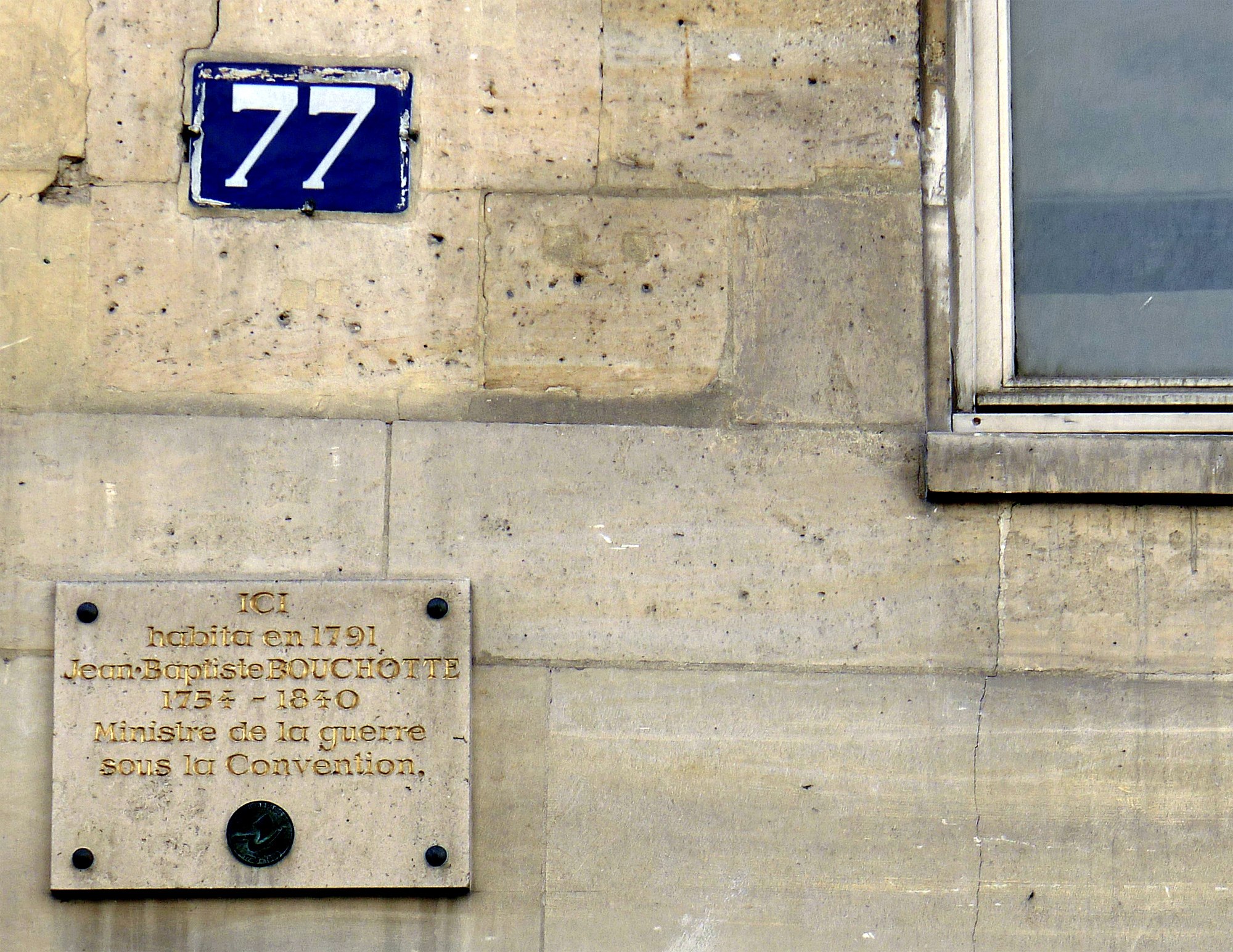

- No 79 : hôtel de Montmor (1623), propriété du trésorier Jean Habert de Montmor, dit « Montmor le Riche ». Son fils Henri Louis Habert de Montmor, ami de madame de Sévigné, qui avait créé une ébauche d'Académie des sciences fréquentée par Descartes, Molière, Huygens, Roberval, et dont la très riche bibliothèque achetée par Colbert fait maintenant partie du fonds de la Bibliothèque nationale de France, habita dans ces lieux à partir de 1643. En 1751, l'hôtel devint la propriété de Laurent Charron (1706 – 17 août 1769), fermier général de 1757 à 1768. C'est lui qui lui donna son aspect actuel. Les façades sur rue et sur cour et le départ de l'escalier sont inscrits aux monuments historiques[20].

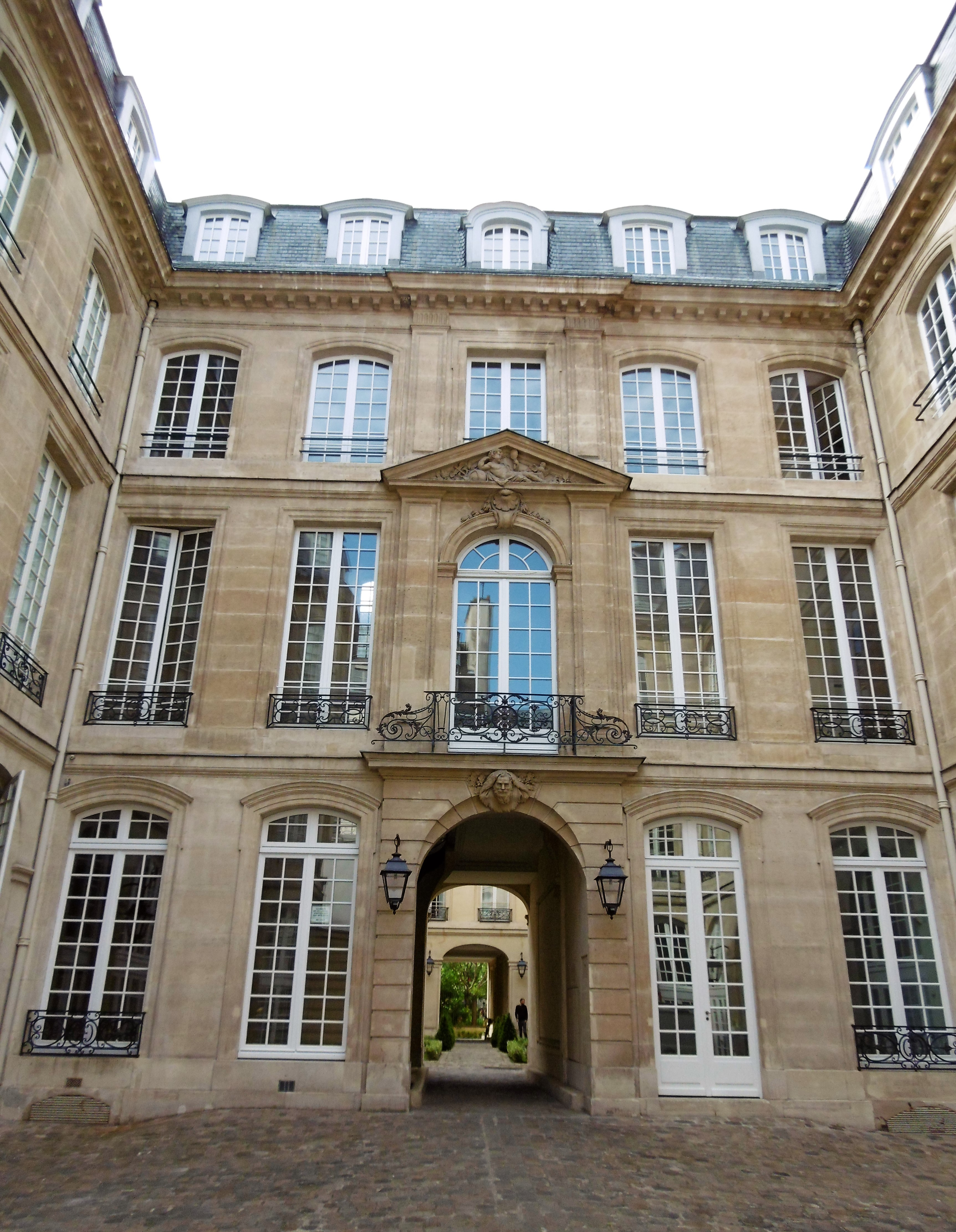
Cour.
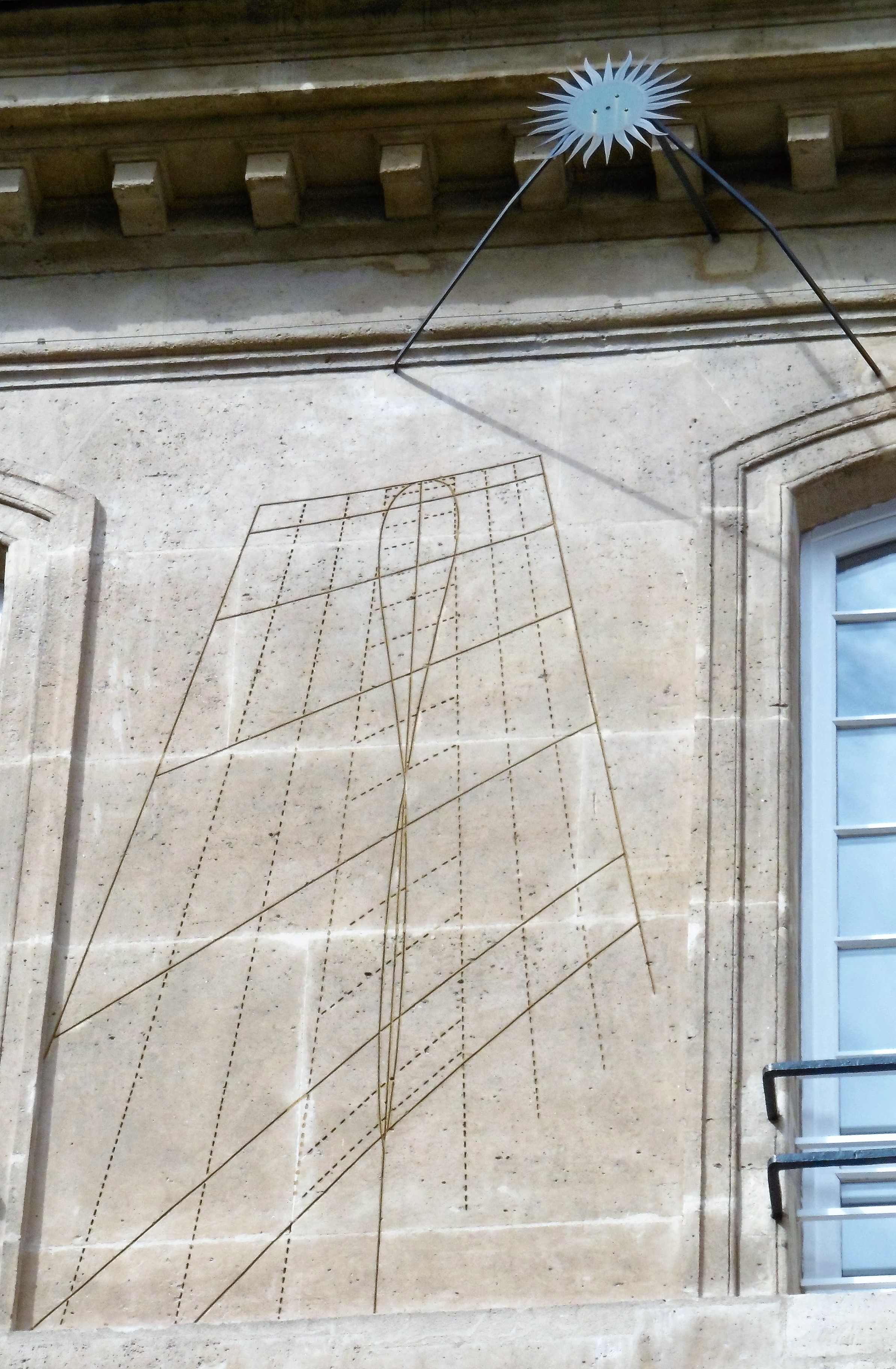
Cadran solaire.
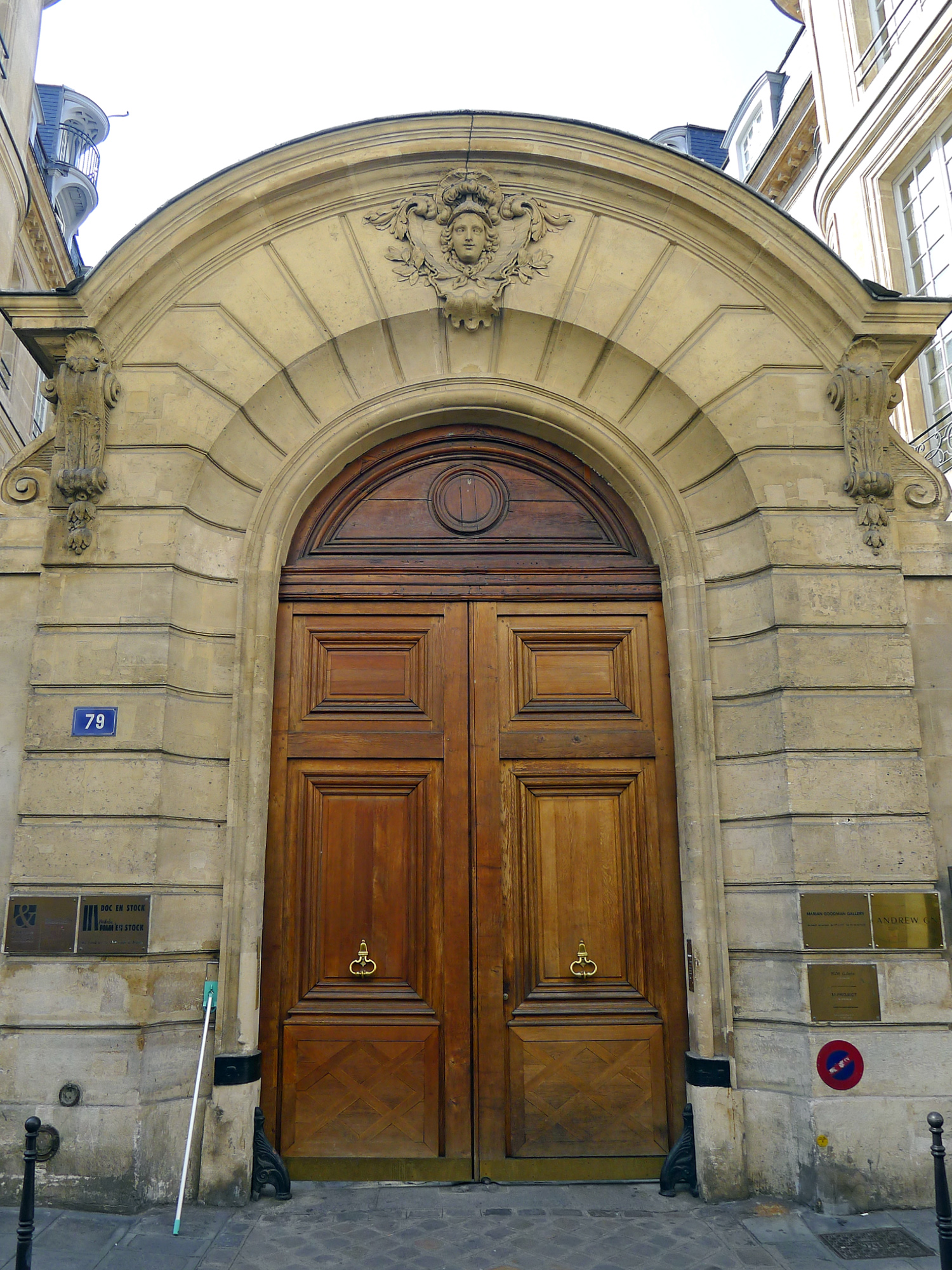
Porte d'entrée de l'hôtel.
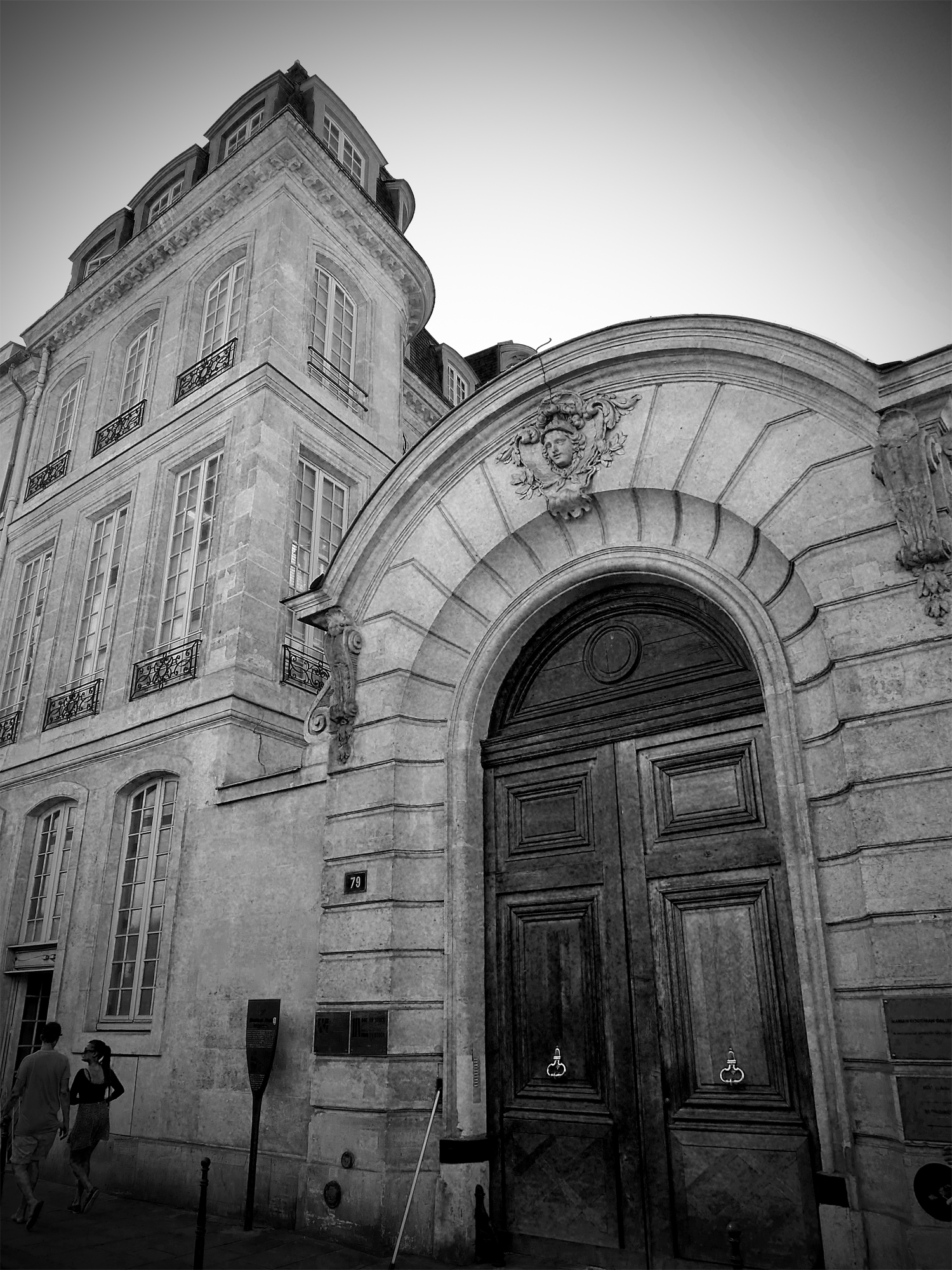
Porte avec le panneau Histoire de Paris.

- No 81 : hôtel ancien (XVIIIe siècle[21]) présentant une belle façade sur rue de six travées à trois niveaux (celui du rez-de-chaussée dégradé par des boutiques) sous combles mansardées. Les portes-fenêtres classiques à double battant, avec châssis fixe en partie haute à l'étage noble et disposition des petits bois à l'ancienne sont sécurisées par des garde-corps ouvragés avec finesse. Les piédroits et la porte cochère sont munis de chasse-roues.
- La petite place Renée-Vivien occupe, à l'intersection avec la rue Michel le Comte (côté occidental) et la rue des Haudriettes (côté oriental), l'emplacement d'une maison qui portait précédemment le no 80 et formait un angle avec le no 11 de la rue des Haudriettes, également disparue avec sa voisine, ancien no 9. En 1910, il existait encore à cet endroit, côté rue du Temple, une maison avec une vieille triperie avec auvent et margelle, et côté rue des Haudriettes, des vestiges de l'ancien hôtel de Trudaine[22].

- No 84 : maison à mascarons.
  - À l’angle avec la rue des Haudriettes, se tenait l’échelle de justice du Grand Prieur du Temple. Elle était la plus haute de Paris (environ 16 mètres). Elle est la dernière à avoir été détruite, vers 1780[23].

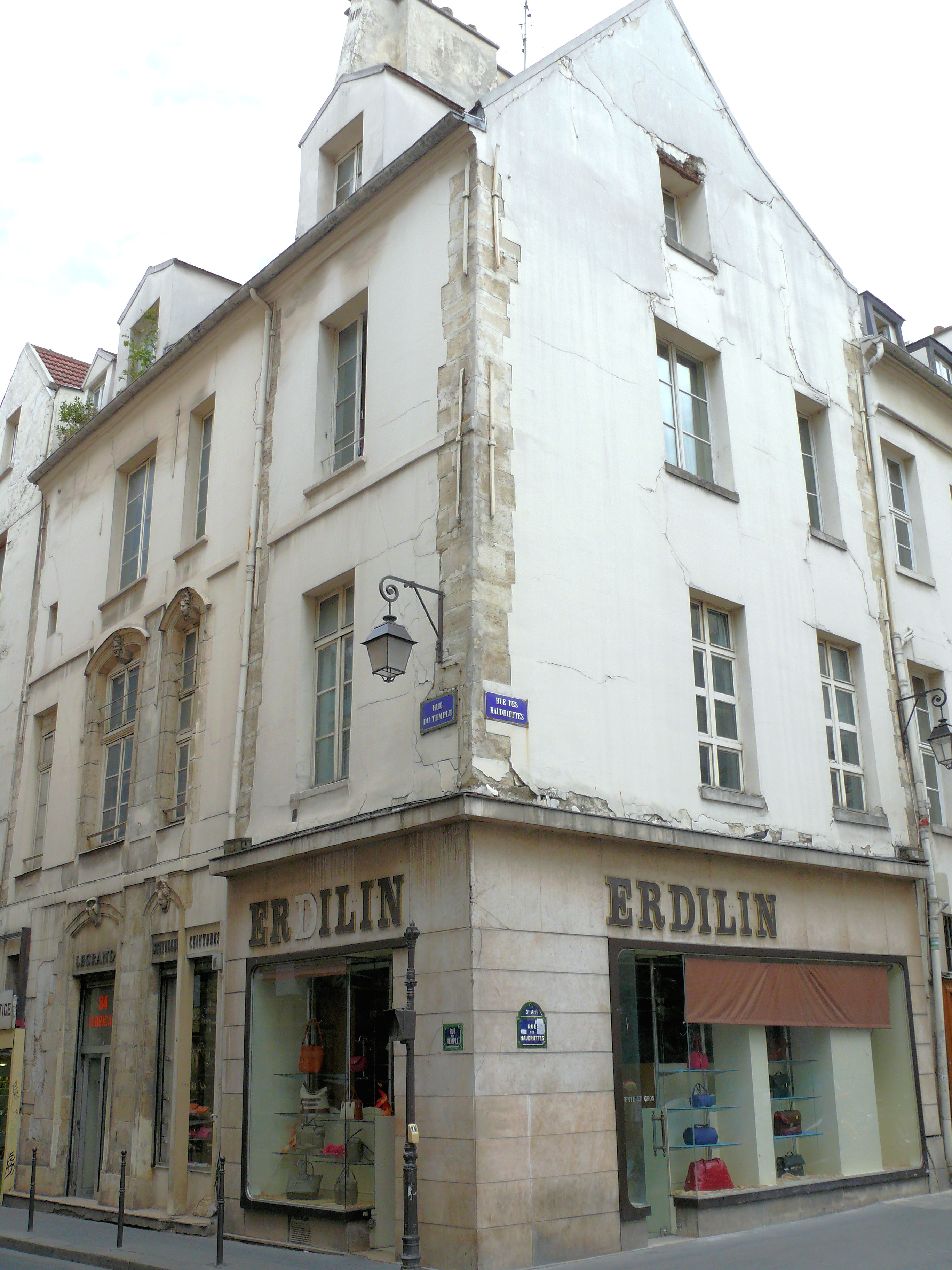
No 84, rue du Temple, à l'angle de la rue des Haudriettes.

- No 86 : maison à pignons où se trouvait au Grand Siècle un cabaret à l'enseigne de La Croix Blanche.
- Nos 88 et 90 : anciennes maisons.
- No 105 : ancien café décoré entre 1905 et 1920 ; les panneaux de céramique ont sans doute été inspirés par des papiers peints. Cet ensemble se compose de quatre panneaux (ni datés, ni signés) représentant des vues de Paris au XVIIe siècle : la tour du Temple, le quai des Orfèvres, l'ancien hôtel de Guise et l'hôtel Barbette[24].
- No 106 : central téléphonique, œuvre de François Le Cœur[25] ; quatre piliers massifs divisent la façade, datée des années 1920-1925, en trois travées bombées et s'incurvent en partie haute pour soutenir une corniche à degré. Traitement décoratif du béton[26].
- No 108 : emplacement où se trouvait la salle Léger, lieu de réunions notamment politiques fin XIXe siècle : « La salle Léger, 108, rue du Temple, se trouvait sur une partie de l'emplacement actuel du Central téléphonique. Elle était garnie sommairement de chaises de paille et de bancs de sapin. On y accédait par l'escalier classique en colimaçon[27]. »
- No 122 (anciennement no 40) : la famille d'Honoré de Balzac s'y installa en 1814 et y vécut jusqu'en 1819.

Après avoir croisé perpendiculairement la rue Réaumur et la rue de Bretagne, la rue du Temple longe, du côté des numéros pairs, le square du Temple, bordé de l'autre côté par la mairie du 3e arrondissement.
- No 137 : hôtel Bergeret, construit entre 1696 et 1698 par Rouillé de Meslay. Bordant la rue du Temple, la rue Meslay et le boulevard Saint-Martin, il est vendu à la mort du fils de J.-B. Rouillé de Meslay et passe par plusieurs propriétaires avant d'être racheté par Pierre Jacques Onésyme Bergeret de Grancourt[28]. Ce dernier décède en 1785 et ce grand ensemble immobilier est acheté en 1789 par la manufacture de porcelaine Dihl et Guérhard[29]. Revendu par lots de 1818 à 1823[30], il est démoli lors de l'aménagement de la place de la République dans les années 1860[28].

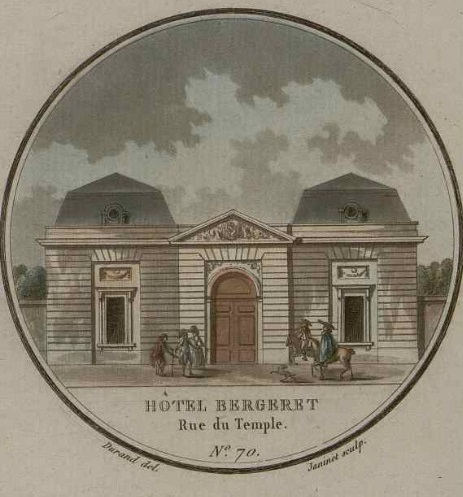
Hôtel Bergeret.

- No 158 bis : emplacement de l’entrée de l’enclos du Temple. Elle était composée d’une porte principale, d’une poterne et de deux grosses tours. Un pont-levis franchissait le fossé devant la rue du Temple. Effondrée en 1729, elle est reconstruite en 1733 et détruite à la Révolution[5].
- No 168 : plaque commémorative à la mémoire de résistants tombés pour la Libération de Paris le 25 août 1944 (Marcel Bisiaux, Henri Khayatti, l'adjudant Caron et un soldat non identifié de la 2e DB)[31].
- Entre les nos 178 et 207[32] se trouve l'emplacement de l'ancienne porte du Temple de l'enceinte de Charles V. Cette porte était située au débouché de l'actuelle rue Meslay (anciennement « rue du Rempart ») au niveau du no 2 et du no 207 de la rue du Temple.
- No 180 : pâtisserie et salon de thé, installés au rez-de-chaussée d'un immeuble datant de 1870. Le plafond peint, représentant la déesse Cérès, date de la fin du XIXe siècle. Le salon de thé est réaménagé en 1928 par l'architecte Boucher[Qui ?], dans un style Art Déco, faisant appel à l'emblème maçonnique du triangle. Façade refaite en 1940[33].
- No 195 : église Sainte-Élisabeth-de-Hongrie. Quelques mètres plus loin, la rue du Temple est rejointe par la rue de Turbigo. Le côté impair de la fin de la rue de Turbigo et le côté pair de la rue du Temple encadrent la place Élisabeth-Dmitrieff, où débouche l'unique sortie de la station de métro Temple. La rue du Temple atteint quelques dizaines de mètres plus loin la place de la République.

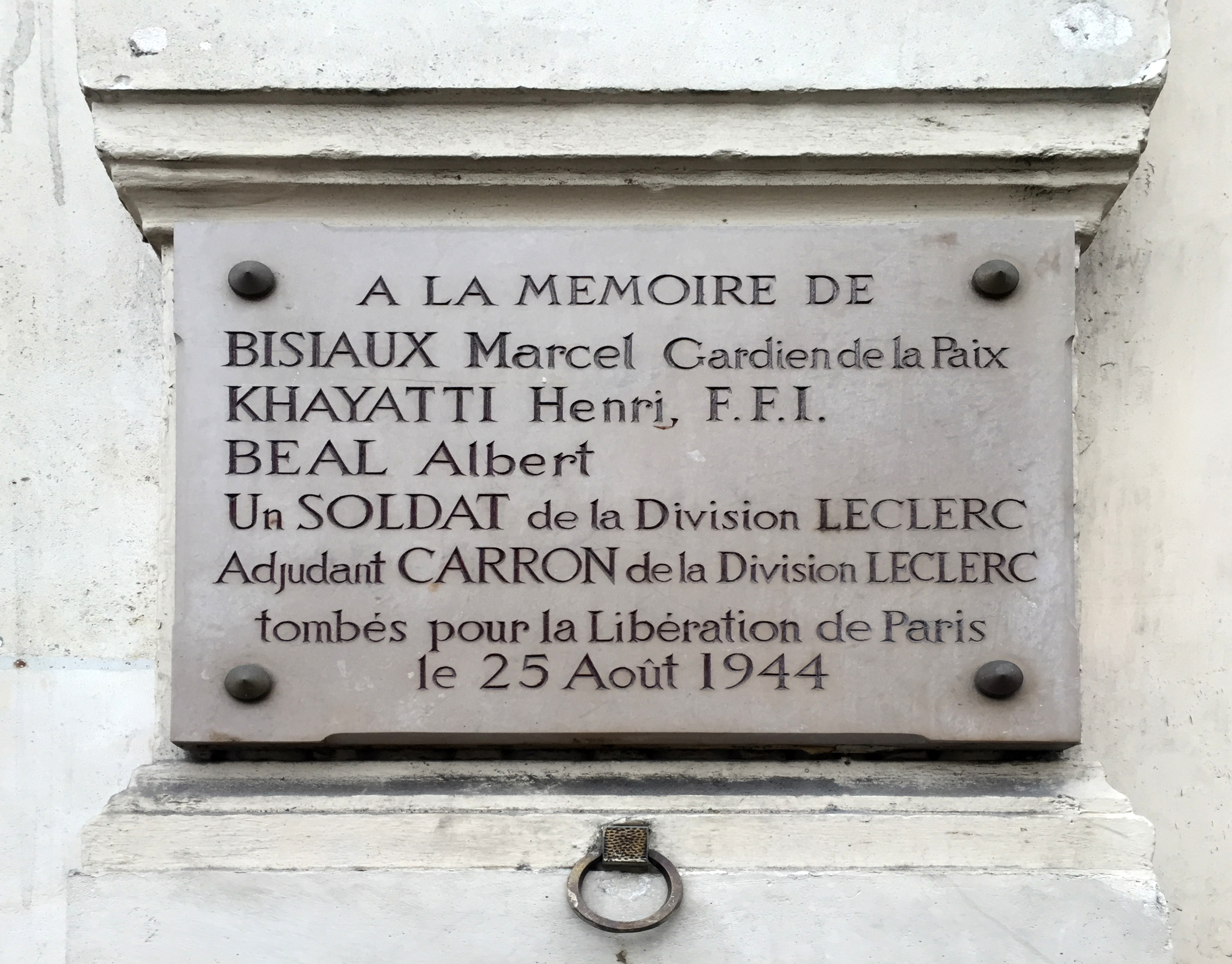
Plaque au no 168.
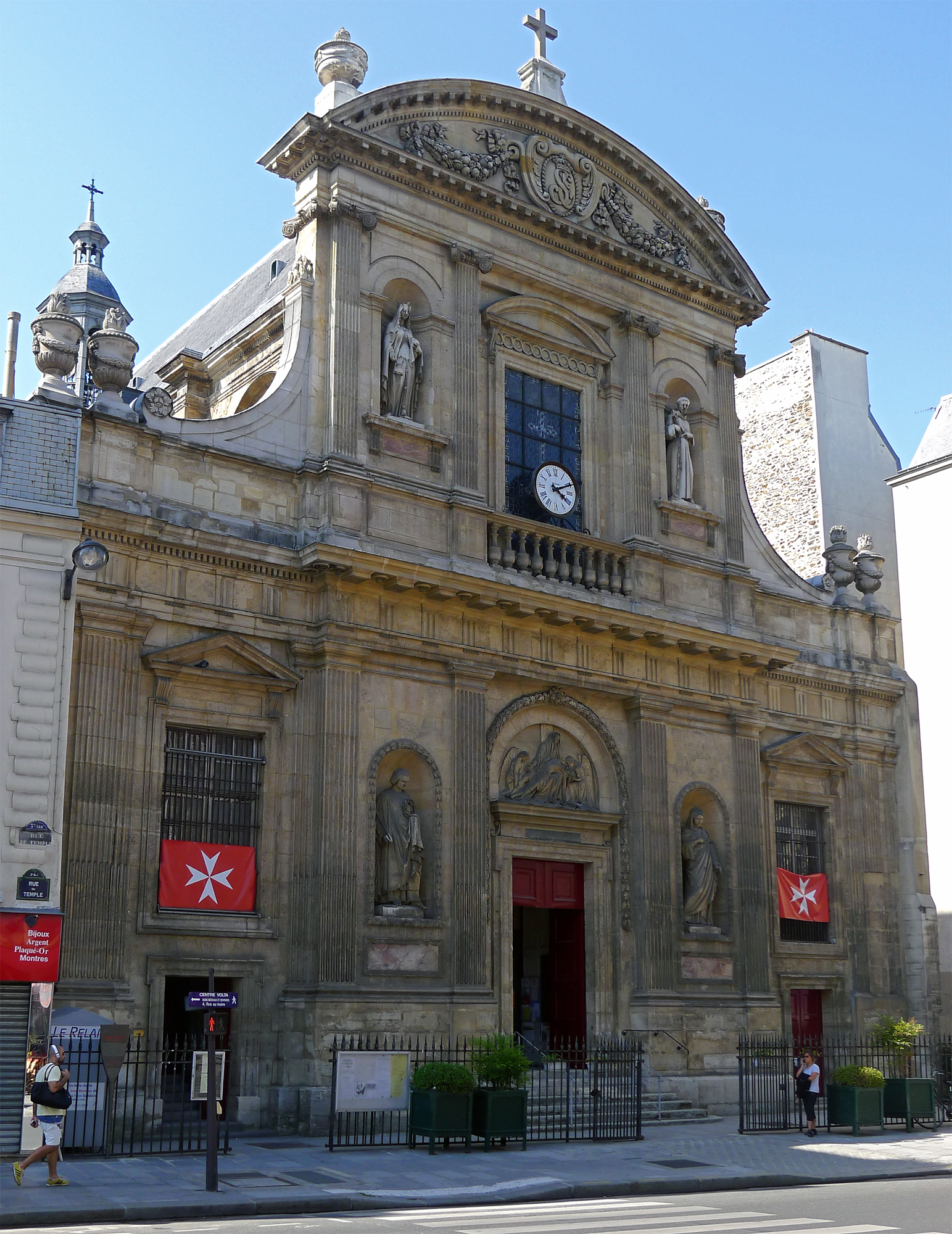
L'église Sainte-Élisabeth-de-Hongrie.
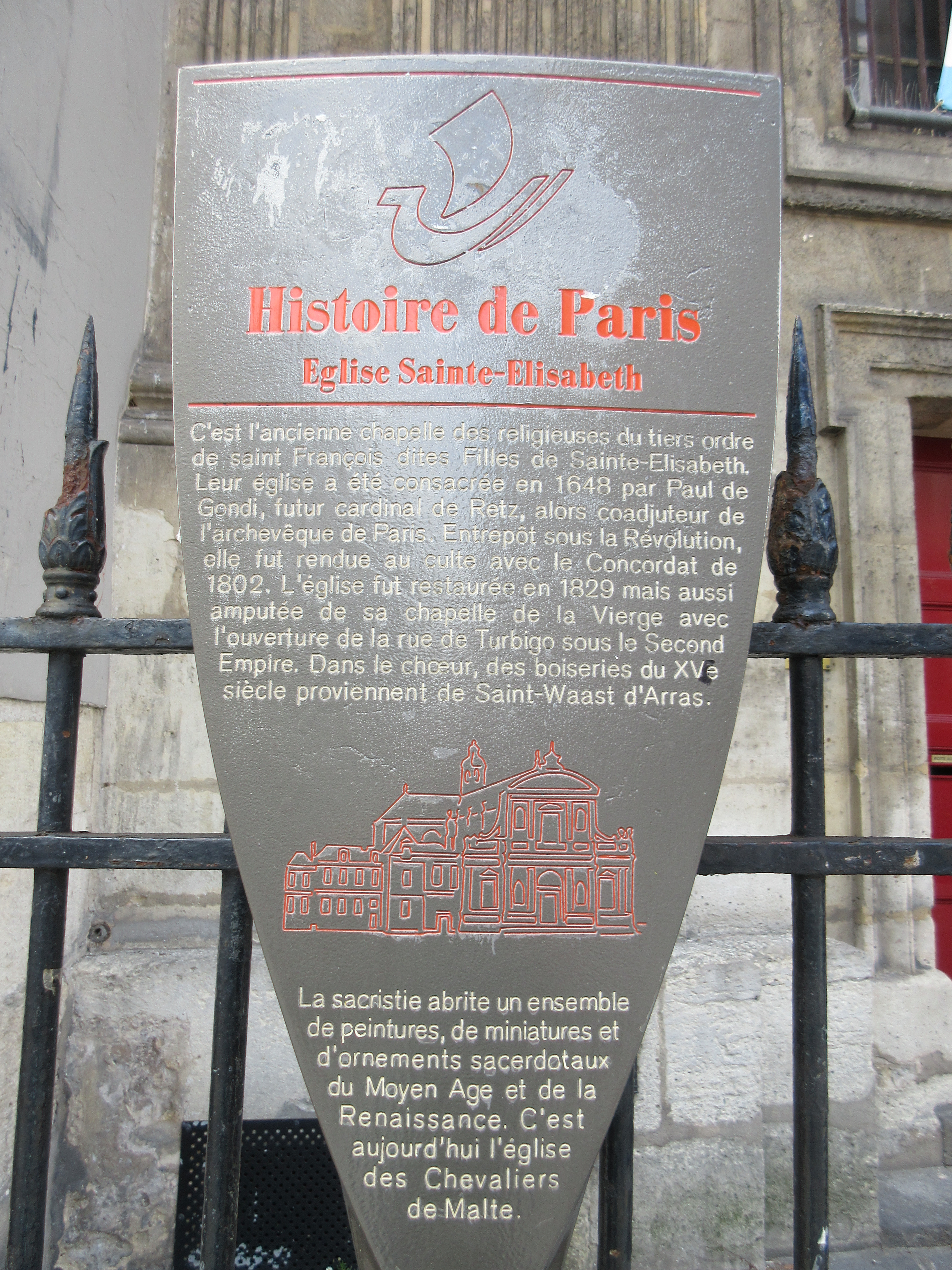
Panneau Histoire de Paris « Église Sainte-Elisabeth »